# Tour d'Italie féminin 2023
La 34e édition du Tour d'Italie féminin (Giro d'Italia Donne en italien) est une course cycliste ayant lieu du 30 juin au 9 juillet 2023, de Chianciano Terme à Olbia. La course se déroule en 9 étapes pour un total de 968 km. Elle fait partie du calendrier UCI World Tour en catégorie 2.WWT.
Le contre-la-montre inaugural est annulé à cause de la pluie très intense qui rend le parcours dangereux. Le lendemain, Annemiek van Vleuten profite du Passo della Colla pour partir seule et s'imposer. Elle prend par la même occasion définitivement les maillot rose et cyclamen. Lorena Wiebes gagne le sprint de la troisième étape. L'étape suivante, vallonnée, voit Elisa Longo Borghini, Veronica Ewers et Van Vleuten sortir dans le final. L'Italienne lève les bras. Lors de la première étape de montagne, la lutte débute loin de l'arrivée.  Antonia Niedermaier passe seule au sommet de l'avant-dernière ascension. Van Vleuten et Longo Borghini sortent dans la dernière montée. Van Vleuten termine deuxième quelques secondes derrière Niedermaier, alors que Longo Borghini chute dans la descente et doit abandonner. Le lendemain, Van Vleuten attaque dans l'avant dernière difficulté et s'impose de nouveau. Sur la septième étape, elle récidive en étant la plus rapide dans la côte finale. Blanka Vas remporte le sprint en faux-plat montant de la huitième étape et Chiara Consonni celui de l'ultime étape. Annemiek van Vleuten remporte la course, le classement par points et celui de la montagne. Sa formation, Movistar, est la meilleure équipe. Juliette Labous est deuxième du classement général. Gaia Realini est troisième, ainsi que meilleure jeune et Italienne.

## Présentation

### Parcours
La course débute en Toscane avant de se rendre en Émilie-Romagne, au Piémont, en Ligurie avant de finir en Sardaigne. Il a une étape de moins que l'année précédente. Elle commence avec un contre-la-montre de quatre kilomètres, tout plat. La seconde étape comporte le Passo della Colla comme unique difficulté. Une fois passé, le parcours est en descente jusqu'à l'arrivée quinze kilomètres plus loin. La troisième étape est globalement plate. L'étape suivante est vallonnée avec trois montées classées. La dernière se situe à quatorze kilomètres de l'arrivée avec une descente par la suite. Elle peut couronner une puncheuse, mais également une sprinteuse. La cinquième étape est montagneuse, avec la montée du Passo del Lupo en début de parcours, puis celle de Vietti et Sant'Ignazio à la fin. La sixième étape et vallonnée et à priori propice aux échappées. L'arrivée est en côte. La septième étape est difficile avec deux ascensions avant l'arrivée au sommet à Alassio. Après une journée de repos, la course parcourt la Sardaigne. La huitième étape ondule, mais la fin est globalement en descente avant l'arrivée en montée. La dernière étape présente un profil similaire avec de petites difficultés, mais une très longue phase descendante sur la fin, ce qui favorise une arrivée groupée.

### Équipes
| UCI Women's WorldTeams (15)- Movistar Team - Canyon-SRAM Racing - EF Education-TIBCO-SVB - FDJ-Suez - Fenix-Deceuninck - Human Powered Health - Israel-Premier Tech Roland - Liv Racing TeqFind - Team DSM-Firmenich - Team Jayco AlUla - Team Jumbo-Visma - SD Worx - Lidl-Trek - UAE Team ADQ - Uno-X Pro Cycling Team Équipes féminines continentales (9)- AG Insurance - Soudal Quick-Step Team - Aromitalia-Basso Bikes-Vaiano - Bepink - Bizkaia-Durango - Born to win-Zhiraf-G20 - GB Junior Team Piemonte Pedale Castanese A.S.D. - Isolmant-Premac-Vittoria - Team Mendelspeck - Top Girls Fassa Bortolo |
| |

### Liste des participantes
| Légende                             | Légende | Légende                                | Légende |
| ----------------------------------- | --- | -------------------------------------- | --- |
| Num                                 | Dossard de départ porté par la coureuse sur ce Tour d'Italie féminin                                         | Pos                                    | Position finale au classement général                                                                         |
| Leader du classement général        | Indique la vainqueur du classement général                                                                   | Leader du classement des sprints       | Indique la vainqueur du classement par points                                                                 |
| Leader du classement de la montagne | Indique la vainqueur du classement de la montagne                                                            | Leader du classement du meilleur jeune | Indique la vainqueur du classement de la meilleure jeune                                                      |
|                                     | Indique un maillot de champion national ou mondial, suivi de sa spécialité                                   | Leader du classement par points        | Indique la vainqueur du classement de la meilleure italienne                                                  |
| #                                   | Indique la meilleure équipe                                                                                  | NP                                     | Indique une coureuse qui n'a pas pris le départ d'une étape, suivi du numéro de l'étape où elle s'est retirée |
| AB                                  | Indique une coureuse qui n'a pas terminé une étape, suivi du numéro de l'étape où elle s'est retirée         | HD                                     | Indique une coureuse qui a terminé une étape hors des délais, suivi du numéro de l'étape                      |
| *                                   | Indique une coureuse en lice pour le classement de la meilleure jeune (coureuses nées après le 30 juin 2003) |                                        | |

| Movistar Team MOV | Movistar Team MOV                  | Movistar Team MOV |
| ----------------- | ---------------------------------- | ----------------- |
| Num               | Coureuse                           | Pos               |
| 1                 | Annemiek van Vleuten (NED) (route) | 1re               |
| 2                 | Aude Biannic (FRA)                 | 104e              |
| 3                 | Sheyla Gutiérrez (ESP)             | 118e              |
| 4                 | Liane Lippert (GER) (route)        | 16e               |
| 5                 | Floortje Mackaij (NED)             | 41e               |
| 6                 | Sara Martín (ESP)                  | 83e               |
| 7                 | Paula Patiño (COL)                 | 18e               |

| AG Insurance-Soudal Quick-Step AGS | AG Insurance-Soudal Quick-Step AGS | AG Insurance-Soudal Quick-Step AGS |
| ---------------------------------- | ---------------------------------- | ---------------------------------- |
| Num                                | Coureuse                           | Pos                                |
| 11                                 | Justine Ghekiere (BEL)             | 24e                                |
| 12                                 | Marthe Goossens (BEL)              | 61e                                |
| 13                                 | Britt Knaven (BEL)                 | NP-5                               |
| 14                                 | Gaia Masetti (ITA)                 | 45e                                |
| 15                                 | Ilse Pluimers (NED)                | 70e                                |
| 16                                 | Ally Wollaston (NZL) (route)       | 46e                                |
| 17                                 | Maud Rijnbeek (NED)                | 64e                                |

| Aromitalia-Basso Bikes-Vaiano VAI | Aromitalia-Basso Bikes-Vaiano VAI | Aromitalia-Basso Bikes-Vaiano VAI |
| --------------------------------- | --------------------------------- | --------------------------------- |
| Num                               | Coureuse                          | Pos                               |
| 21                                | Irene Affolati (ITA)              | 120e                              |
| 22                                | Lara Scarselli (ITA)              | AB-6                              |
| 23                                | Francesca Baroni (ITA)            | 98e                               |
| 24                                | Fanny Bonini (ITA)                | 128e                              |
| 25                                | Milena Del Sarto (ITA)            | AB-9                              |
| 26                                | Rasa Leleivytė (LTU)              | 75e                               |
| 27                                | Ainhoa Moreno (ESP)               | AB-4                              |

| Bepink BPK | Bepink BPK                 | Bepink BPK |
| ---------- | -------------------------- | ---------- |
| Num        | Coureuse                   | Pos        |
| 31         | Andrea Casagranda (ITA)    | 123e       |
| 32         | Valentina Basilico (ITA)   | 96e        |
| 33         | Karolina Karasiewicz (POL) | HD-5       |
| 34         | Prisca Savi (ITA)          | 127e       |
| 35         | Giorgia Vettorello (ITA)   | 66e        |
| 36         | Matilde Vitillo (ITA)      | 78e        |
| 37         | Silvia Zanardi (ITA)       | 54e        |

| Bizkaia-Durango BDU | Bizkaia-Durango BDU                 | Bizkaia-Durango BDU |
| ------------------- | ----------------------------------- | ------------------- |
| Num                 | Coureuse                            | Pos                 |
| 41                  | Lucía González (ESP)                | 71e                 |
| 42                  | Ana Vitória Magalhães (BRA) (route) | NP-4                |
| 43                  | Sandra Gutierrez (ESP)              | 132e                |
| 44                  | Irene Mendez Melgarejo (ESP)        | 119e                |
| 45                  | Beatriz Pereira (POR)               | 133e                |
| 46                  | Sofía Rodríguez (ESP)               | AB-9                |
| 47                  | Catalina Soto (CHI)                 | AB-9                |

| Born To Win-Zhiraf-G20 BTW | Born To Win-Zhiraf-G20 BTW | Born To Win-Zhiraf-G20 BTW |
| -------------------------- | -------------------------- | -------------------------- |
| Num                        | Coureuse                   | Pos                        |
| 51                         | Sofia Barbieri (ITA)       | AB-3                       |
| 52                         | Sara Casasola (ITA)        | AB-8                       |
| 53                         | Lea Fuchs (SUI)            | 106e                       |
| 54                         | Nika Myalitsina            | AB-5                       |
| 55                         | Yana Myalitsina            | 100e                       |
| 56                         | Vanessa Santeliz (VEN)     | HD-5                       |
| 57                         | Ella Simpson (AUS)         | AB-3                       |

| Canyon-SRAM Racing CSR | Canyon-SRAM Racing CSR               | Canyon-SRAM Racing CSR |
| ---------------------- | ------------------------------------ | ---------------------- |
| Num                    | Coureuse                             | Pos                    |
| 61                     | Neve Bradbury (AUS)                  | AB-9                   |
| 62                     | Tiffany Cromwell (AUS)               | 63e                    |
| 63                     | Chloé Dygert (USA) (route et chrono) | 32e                    |
| 64                     | Antonia Niedermaier (GER)            | AB-6                   |
| 65                     | Soraya Paladin (ITA)                 | 27e                    |
| 66                     | Pauliena Rooijakkers (NED)           | 12e                    |
| 67                     | Sarah Roy (AUS)                      | 39e                    |

| EF Education-TIBCO-SVB TIB | EF Education-TIBCO-SVB TIB      | EF Education-TIBCO-SVB TIB |
| -------------------------- | ------------------------------- | -------------------------- |
| Num                        | Coureuse                        | Pos                        |
| 71                         | Elizabeth Banks (GBR)           | 99e                        |
| 72                         | Letizia Borghesi (ITA)          | 40e                        |
| 73                         | Veronica Ewers (USA)            | 4e                         |
| 74                         | Kathrin Hammes (GER)            | NP-4                       |
| 75                         | Lauren Stephens (USA)           | 47e                        |
| 76                         | Magdeleine Vallieres (CAN)      | AB-9                       |
| 77                         | Georgia Williams (NZL) (chrono) | 42e                        |

| FDJ-Suez FST | FDJ-Suez FST                | FDJ-Suez FST |
| ------------ | --------------------------- | ------------ |
| Num          | Coureuse                    | Pos          |
| 81           | Marta Cavalli (ITA)         | 14e          |
| 82           | Eugénie Duval (FRA)         | 74e          |
| 83           | Victorie Guilman (FRA)      | 21e          |
| 84           | Marie Le Net (FRA)          | 44e          |
| 85           | Cecilie Uttrup Ludwig (DEN) | 6e           |
| 86           | Évita Muzic (FRA)           | 17e          |
| 87           | Gladys Verhulst (FRA)       | 60e          |

| Fenix-Deceuninck FED | Fenix-Deceuninck FED       | Fenix-Deceuninck FED |
| -------------------- | -------------------------- | -------------------- |
| Num                  | Coureuse                   | Pos                  |
| 91                   | Maria Martins (POR)        | AB-4                 |
| 92                   | Greta Marturano (ITA)      | 20e                  |
| 93                   | Carina Schrempf (AUT)      | 69e                  |
| 94                   | Petra Stiasny (SUI)        | 23e                  |
| 95                   | Inge van der Heijden (NED) | 35e                  |
| 96                   | Annemarie Worst (NED)      | 92e                  |
| 97                   | Sophie Wright (GBR)        | 84e                  |

| GB Junior Team Piemonte Pedale Castanese A.S.D. GBJ | GB Junior Team Piemonte Pedale Castanese A.S.D. GBJ | GB Junior Team Piemonte Pedale Castanese A.S.D. GBJ |
| --------------------------------------------------- | --------------------------------------------------- | --------------------------------------------------- |
| Num                                                 | Coureuse                                            | Pos                                                 |
| 101                                                 | Noemi Lucrezia Eremita (ITA)                        | 97e                                                 |
| 102                                                 | Monia Garavaglia (ITA)                              | 131e                                                |
| 103                                                 | Giulia Giuliani (ITA)                               | 126e                                                |
| 104                                                 | Vittoria Ruffilli (ITA)                             | HD-5                                                |
| 105                                                 | Gemma Sernissi (ITA)                                | 117e                                                |
| 106                                                 | Sylvie Truc (ITA)                                   | HD-5                                                |
| 107                                                 | Elisa Valtulini (ITA)                               | NP-4                                                |

| Human Powered Health HPW | Human Powered Health HPW   | Human Powered Health HPW |
| ------------------------ | -------------------------- | ------------------------ |
| Num                      | Coureuse                   | Pos                      |
| 111                      | Nina Buysman (NED)         | 26e                      |
| 112                      | Audrey Cordon-Ragot (FRA)  | 52e                      |
| 113                      | Barbara Malcotti (ITA)     | 19e                      |
| 114                      | Daria Pikulik (POL)        | AB-6                     |
| 115                      | Marit Raaijmakers (NED)    | 94e                      |
| 116                      | Lily Williams (USA)        | 80e                      |
| 117                      | Eri Yonamine (JPN) (route) | 82e                      |

| Isolmant-Premac-Vittoria SBT | Isolmant-Premac-Vittoria SBT | Isolmant-Premac-Vittoria SBT |
| ---------------------------- | ---------------------------- | ---------------------------- |
| Num                          | Coureuse                     | Pos                          |
| 121                          | Carlotta Borello (ITA)       | 130e                         |
| 122                          | Carmela Cipriani (ITA)       | 76e                          |
| 123                          | Valeria Curnis (ITA)         | AB-3                         |
| 124                          | Beatrice Rossato (ITA)       | 65e                          |
| 125                          | Emanuela Zanetti (ITA)       | HD-5                         |
| 126                          | Asia Zontone (ITA)           | 122e                         |

| Israel-Premier Tech Roland CGS | Israel-Premier Tech Roland CGS | Israel-Premier Tech Roland CGS |
| ------------------------------ | ------------------------------ | ------------------------------ |
| Num                            | Coureuse                       | Pos                            |
| 131                            | Maggie Coles-Lyster (CAN)      | NP-5                           |
| 132                            | Sofia Collinelli (ITA)         | NP-8                           |
| 133                            | Anna Kiesenhofer (AUT)         | 53e                            |
| 134                            | Silvia Magri (ITA)             | 115e                           |
| 135                            | Nguyễn Thị Thật (VIE) (route)  | AB-8                           |
| 136                            | Elizabeth Stannard (AUS)       | 28e                            |
| 137                            | Elena Pirrone (ITA)            | 36e                            |

| Liv Racing TeqFind LIV | Liv Racing TeqFind LIV              | Liv Racing TeqFind LIV |
| ---------------------- | ----------------------------------- | ---------------------- |
| Num                    | Coureuse                            | Pos                    |
| 141                    | Rachele Barbieri (ITA)              | 95e                    |
| 142                    | Valerie Demey (BEL)                 | 108e                   |
| 143                    | Mavi García (ESP) (route et chrono) | 7e                     |
| 144                    | Marta Jaskulska (POL)               | 77e                    |
| 145                    | Tereza Neumanová (CZE)              | 72e                    |
| 146                    | Katia Ragusa (ITA)                  | 107e                   |
| 147                    | Quinty Ton (NED)                    | 50e                    |

| Team dsm-firmenich DSM | Team dsm-firmenich DSM  | Team dsm-firmenich DSM |
| ---------------------- | ----------------------- | ---------------------- |
| Num                    | Coureuse                | Pos                    |
| 151                    | Francesca Barale (ITA)  | 30e                    |
| 152                    | Eleonora Ciabocco (ITA) | 79e                    |
| 153                    | Megan Jastrab (USA)     | 88e                    |
| 154                    | Franziska Koch (GER)    | 105e                   |
| 155                    | Juliette Labous (FRA)   | 2e                     |
| 156                    | Esmée Peperkamp (NED)   | 15e                    |
| 157                    | Becky Storrie (GBR)     | 51e                    |

| Team Jayco AlUla BEX | Team Jayco AlUla BEX        | Team Jayco AlUla BEX |
| -------------------- | --------------------------- | -------------------- |
| Num                  | Coureuse                    | Pos                  |
| 161                  | Georgia Baker (AUS)         | 111e                 |
| 162                  | Ingvild Gåskjenn (NOR)      | 55e                  |
| 163                  | Nina Kessler (NED)          | 89e                  |
| 164                  | Letizia Paternoster (ITA)   | 56e                  |
| 165                  | Ruby Roseman-Gannon (AUS)   | 25e                  |
| 166                  | Ane Santesteban (ESP)       | 10e                  |
| 167                  | Urška Žigart (SLO) (chrono) | AB-6                 |

| Team Jumbo-Visma TJV | Team Jumbo-Visma TJV   | Team Jumbo-Visma TJV |
| -------------------- | ---------------------- | -------------------- |
| Num                  | Coureuse               | Pos                  |
| 171                  | Teuntje Beekhuis (NED) | 87e                  |
| 172                  | Maud Oudeman (NED)     | 93e                  |
| 173                  | Linda Riedmann (GER)   | 86e                  |
| 174                  | Noemi Rüegg (SUI)      | 34e                  |
| 175                  | Karlijn Swinkels (NED) | 85e                  |
| 176                  | Fem van Empel (NED)    | 11e                  |
| 177                  | Marianne Vos (NED)     | 48e                  |

| Team Mendelspeck MDS | Team Mendelspeck MDS     | Team Mendelspeck MDS |
| -------------------- | ------------------------ | -------------------- |
| Num                  | Coureuse                 | Pos                  |
| 181                  | Emma Bernardi (ITA)      | AB-8                 |
| 182                  | Alice Capasso (ITA)      | 110e                 |
| 183                  | Monica Castagna (ITA)    | 102e                 |
| 184                  | Angela Oro (ITA)         | 90e                  |
| 185                  | Francesca Pisciali (ITA) | AB-9                 |
| 186                  | Beatrice Pozzobon (ITA)  | 125e                 |
| 187                  | Francesca Tommasi (ITA)  | 37e                  |

| SD Worx SDW | SD Worx SDW                        | SD Worx SDW |
| ----------- | ---------------------------------- | ----------- |
| Num         | Coureuse                           | Pos         |
| 191         | Niamh Fisher-Black (NZL)           | 9e          |
| 192         | Barbara Guarischi (ITA)            | 101e        |
| 193         | Femke Markus (NED)                 | 129e        |
| 194         | Anna Shackley (GBR)                | 13e         |
| 195         | Elena Cecchini (ITA)               | NP-7        |
| 196         | Blanka Vas (HUN) (route et chrono) | 43e         |
| 197         | Lorena Wiebes (NED) (route)        | NP-7        |

| Top Girls Fassa Bortolo TOP | Top Girls Fassa Bortolo TOP | Top Girls Fassa Bortolo TOP |
| --------------------------- | --------------------------- | --------------------------- |
| Num                         | Coureuse                    | Pos                         |
| 201                         | Giorgia Bariani (ITA)       | 113e                        |
| 202                         | Alessia Missiaggia (ITA)    | 109e                        |
| 203                         | Iris Monticolo (ITA)        | 114e                        |
| 204                         | Alice Palazzi (ITA)         | 67e                         |
| 205                         | Chiara Reghini (ITA)        | 112e                        |
| 206                         | Cristina Tonetti (ITA)      | 103e                        |
| 207                         | Alessia Vigilia (ITA)       | 33e                         |

| Lidl-Trek LTK | Lidl-Trek LTK                                | Lidl-Trek LTK |
| ------------- | -------------------------------------------- | ------------- |
| Num           | Coureuse                                     | Pos           |
| 211           | Elynor Bäckstedt (GBR)                       | 116e          |
| 212           | Lizzie Deignan (GBR)                         | 38e           |
| 213           | Lauretta Hanson (AUS)                        | 31e           |
| 214           | Lisa Klein (GER)                             | AB-7          |
| 215           | Elisa Longo Borghini (ITA) (route et chrono) | NP-6          |
| 216           | Gaia Realini (ITA)                           | 3e            |
| 217           | Shirin van Anrooij (NED)                     | 29e           |

| UAE Team ADQ UAD | UAE Team ADQ UAD        | UAE Team ADQ UAD |
| ---------------- | ----------------------- | ---------------- |
| Num              | Coureuse                | Pos              |
| 221              | Marta Bastianelli (ITA) | 59e              |
| 222              | Sofia Bertizzolo (ITA)  | 57e              |
| 223              | Chiara Consonni (ITA)   | 91e              |
| 224              | Karolina Kumięga (POL)  | 62e              |
| 225              | Mikayla Harvey (NZL)    | 68e              |
| 226              | Erica Magnaldi (ITA)    | 5e               |
| 227              | Silvia Persico (ITA)    | 8e               |

| Uno-X Pro Cycling Team UXT | Uno-X Pro Cycling Team UXT               | Uno-X Pro Cycling Team UXT |
| -------------------------- | ---------------------------------------- | -------------------------- |
| Num                        | Coureuse                                 | Pos                        |
| 231                        | Anniina Ahtosalo (FIN) (route et chrono) | 124e                       |
| 232                        | Susanne Andersen (NOR) (route)           | 73e                        |
| 233                        | Elinor Barker (GBR)                      | 58e                        |
| 234                        | Maria Giulia Confalonieri (ITA)          | 81e                        |
| 235                        | Amalie Dideriksen (DEN)                  | 121e                       |
| 236                        | Anouska Koster (NED)                     | 22e                        |
| 237                        | Hannah Ludwig (GER)                      | 49e                        |

| Movistar Team MOV | Movistar Team MOV                  | Movistar Team MOV |
| ----------------- | ---------------------------------- | ----------------- |
| Num               | Coureuse                           | Pos               |
| 1                 | Annemiek van Vleuten (NED) (route) | 1re               |
| 2                 | Aude Biannic (FRA)                 | 104e              |
| 3                 | Sheyla Gutiérrez (ESP)             | 118e              |
| 4                 | Liane Lippert (GER) (route)        | 16e               |
| 5                 | Floortje Mackaij (NED)             | 41e               |
| 6                 | Sara Martín (ESP)                  | 83e               |
| 7                 | Paula Patiño (COL)                 | 18e               |

| AG Insurance-Soudal Quick-Step AGS | AG Insurance-Soudal Quick-Step AGS | AG Insurance-Soudal Quick-Step AGS |
| ---------------------------------- | ---------------------------------- | ---------------------------------- |
| Num                                | Coureuse                           | Pos                                |
| 11                                 | Justine Ghekiere (BEL)             | 24e                                |
| 12                                 | Marthe Goossens (BEL)              | 61e                                |
| 13                                 | Britt Knaven (BEL)                 | NP-5                               |
| 14                                 | Gaia Masetti (ITA)                 | 45e                                |
| 15                                 | Ilse Pluimers (NED)                | 70e                                |
| 16                                 | Ally Wollaston (NZL) (route)       | 46e                                |
| 17                                 | Maud Rijnbeek (NED)                | 64e                                |

| Aromitalia-Basso Bikes-Vaiano VAI | Aromitalia-Basso Bikes-Vaiano VAI | Aromitalia-Basso Bikes-Vaiano VAI |
| --------------------------------- | --------------------------------- | --------------------------------- |
| Num                               | Coureuse                          | Pos                               |
| 21                                | Irene Affolati (ITA)              | 120e                              |
| 22                                | Lara Scarselli (ITA)              | AB-6                              |
| 23                                | Francesca Baroni (ITA)            | 98e                               |
| 24                                | Fanny Bonini (ITA)                | 128e                              |
| 25                                | Milena Del Sarto (ITA)            | AB-9                              |
| 26                                | Rasa Leleivytė (LTU)              | 75e                               |
| 27                                | Ainhoa Moreno (ESP)               | AB-4                              |

| Bepink BPK | Bepink BPK                 | Bepink BPK |
| ---------- | -------------------------- | ---------- |
| Num        | Coureuse                   | Pos        |
| 31         | Andrea Casagranda (ITA)    | 123e       |
| 32         | Valentina Basilico (ITA)   | 96e        |
| 33         | Karolina Karasiewicz (POL) | HD-5       |
| 34         | Prisca Savi (ITA)          | 127e       |
| 35         | Giorgia Vettorello (ITA)   | 66e        |
| 36         | Matilde Vitillo (ITA)      | 78e        |
| 37         | Silvia Zanardi (ITA)       | 54e        |

| Bizkaia-Durango BDU | Bizkaia-Durango BDU                 | Bizkaia-Durango BDU |
| ------------------- | ----------------------------------- | ------------------- |
| Num                 | Coureuse                            | Pos                 |
| 41                  | Lucía González (ESP)                | 71e                 |
| 42                  | Ana Vitória Magalhães (BRA) (route) | NP-4                |
| 43                  | Sandra Gutierrez (ESP)              | 132e                |
| 44                  | Irene Mendez Melgarejo (ESP)        | 119e                |
| 45                  | Beatriz Pereira (POR)               | 133e                |
| 46                  | Sofía Rodríguez (ESP)               | AB-9                |
| 47                  | Catalina Soto (CHI)                 | AB-9                |

| Born To Win-Zhiraf-G20 BTW | Born To Win-Zhiraf-G20 BTW | Born To Win-Zhiraf-G20 BTW |
| -------------------------- | -------------------------- | -------------------------- |
| Num                        | Coureuse                   | Pos                        |
| 51                         | Sofia Barbieri (ITA)       | AB-3                       |
| 52                         | Sara Casasola (ITA)        | AB-8                       |
| 53                         | Lea Fuchs (SUI)            | 106e                       |
| 54                         | Nika Myalitsina            | AB-5                       |
| 55                         | Yana Myalitsina            | 100e                       |
| 56                         | Vanessa Santeliz (VEN)     | HD-5                       |
| 57                         | Ella Simpson (AUS)         | AB-3                       |

| Canyon-SRAM Racing CSR | Canyon-SRAM Racing CSR               | Canyon-SRAM Racing CSR |
| ---------------------- | ------------------------------------ | ---------------------- |
| Num                    | Coureuse                             | Pos                    |
| 61                     | Neve Bradbury (AUS)                  | AB-9                   |
| 62                     | Tiffany Cromwell (AUS)               | 63e                    |
| 63                     | Chloé Dygert (USA) (route et chrono) | 32e                    |
| 64                     | Antonia Niedermaier (GER)            | AB-6                   |
| 65                     | Soraya Paladin (ITA)                 | 27e                    |
| 66                     | Pauliena Rooijakkers (NED)           | 12e                    |
| 67                     | Sarah Roy (AUS)                      | 39e                    |

| EF Education-TIBCO-SVB TIB | EF Education-TIBCO-SVB TIB      | EF Education-TIBCO-SVB TIB |
| -------------------------- | ------------------------------- | -------------------------- |
| Num                        | Coureuse                        | Pos                        |
| 71                         | Elizabeth Banks (GBR)           | 99e                        |
| 72                         | Letizia Borghesi (ITA)          | 40e                        |
| 73                         | Veronica Ewers (USA)            | 4e                         |
| 74                         | Kathrin Hammes (GER)            | NP-4                       |
| 75                         | Lauren Stephens (USA)           | 47e                        |
| 76                         | Magdeleine Vallieres (CAN)      | AB-9                       |
| 77                         | Georgia Williams (NZL) (chrono) | 42e                        |

| FDJ-Suez FST | FDJ-Suez FST                | FDJ-Suez FST |
| ------------ | --------------------------- | ------------ |
| Num          | Coureuse                    | Pos          |
| 81           | Marta Cavalli (ITA)         | 14e          |
| 82           | Eugénie Duval (FRA)         | 74e          |
| 83           | Victorie Guilman (FRA)      | 21e          |
| 84           | Marie Le Net (FRA)          | 44e          |
| 85           | Cecilie Uttrup Ludwig (DEN) | 6e           |
| 86           | Évita Muzic (FRA)           | 17e          |
| 87           | Gladys Verhulst (FRA)       | 60e          |

| Fenix-Deceuninck FED | Fenix-Deceuninck FED       | Fenix-Deceuninck FED |
| -------------------- | -------------------------- | -------------------- |
| Num                  | Coureuse                   | Pos                  |
| 91                   | Maria Martins (POR)        | AB-4                 |
| 92                   | Greta Marturano (ITA)      | 20e                  |
| 93                   | Carina Schrempf (AUT)      | 69e                  |
| 94                   | Petra Stiasny (SUI)        | 23e                  |
| 95                   | Inge van der Heijden (NED) | 35e                  |
| 96                   | Annemarie Worst (NED)      | 92e                  |
| 97                   | Sophie Wright (GBR)        | 84e                  |

| GB Junior Team Piemonte Pedale Castanese A.S.D. GBJ | GB Junior Team Piemonte Pedale Castanese A.S.D. GBJ | GB Junior Team Piemonte Pedale Castanese A.S.D. GBJ |
| --------------------------------------------------- | --------------------------------------------------- | --------------------------------------------------- |
| Num                                                 | Coureuse                                            | Pos                                                 |
| 101                                                 | Noemi Lucrezia Eremita (ITA)                        | 97e                                                 |
| 102                                                 | Monia Garavaglia (ITA)                              | 131e                                                |
| 103                                                 | Giulia Giuliani (ITA)                               | 126e                                                |
| 104                                                 | Vittoria Ruffilli (ITA)                             | HD-5                                                |
| 105                                                 | Gemma Sernissi (ITA)                                | 117e                                                |
| 106                                                 | Sylvie Truc (ITA)                                   | HD-5                                                |
| 107                                                 | Elisa Valtulini (ITA)                               | NP-4                                                |

| Human Powered Health HPW | Human Powered Health HPW   | Human Powered Health HPW |
| ------------------------ | -------------------------- | ------------------------ |
| Num                      | Coureuse                   | Pos                      |
| 111                      | Nina Buysman (NED)         | 26e                      |
| 112                      | Audrey Cordon-Ragot (FRA)  | 52e                      |
| 113                      | Barbara Malcotti (ITA)     | 19e                      |
| 114                      | Daria Pikulik (POL)        | AB-6                     |
| 115                      | Marit Raaijmakers (NED)    | 94e                      |
| 116                      | Lily Williams (USA)        | 80e                      |
| 117                      | Eri Yonamine (JPN) (route) | 82e                      |

| Isolmant-Premac-Vittoria SBT | Isolmant-Premac-Vittoria SBT | Isolmant-Premac-Vittoria SBT |
| ---------------------------- | ---------------------------- | ---------------------------- |
| Num                          | Coureuse                     | Pos                          |
| 121                          | Carlotta Borello (ITA)       | 130e                         |
| 122                          | Carmela Cipriani (ITA)       | 76e                          |
| 123                          | Valeria Curnis (ITA)         | AB-3                         |
| 124                          | Beatrice Rossato (ITA)       | 65e                          |
| 125                          | Emanuela Zanetti (ITA)       | HD-5                         |
| 126                          | Asia Zontone (ITA)           | 122e                         |

| Israel-Premier Tech Roland CGS | Israel-Premier Tech Roland CGS | Israel-Premier Tech Roland CGS |
| ------------------------------ | ------------------------------ | ------------------------------ |
| Num                            | Coureuse                       | Pos                            |
| 131                            | Maggie Coles-Lyster (CAN)      | NP-5                           |
| 132                            | Sofia Collinelli (ITA)         | NP-8                           |
| 133                            | Anna Kiesenhofer (AUT)         | 53e                            |
| 134                            | Silvia Magri (ITA)             | 115e                           |
| 135                            | Nguyễn Thị Thật (VIE) (route)  | AB-8                           |
| 136                            | Elizabeth Stannard (AUS)       | 28e                            |
| 137                            | Elena Pirrone (ITA)            | 36e                            |

| Liv Racing TeqFind LIV | Liv Racing TeqFind LIV              | Liv Racing TeqFind LIV |
| ---------------------- | ----------------------------------- | ---------------------- |
| Num                    | Coureuse                            | Pos                    |
| 141                    | Rachele Barbieri (ITA)              | 95e                    |
| 142                    | Valerie Demey (BEL)                 | 108e                   |
| 143                    | Mavi García (ESP) (route et chrono) | 7e                     |
| 144                    | Marta Jaskulska (POL)               | 77e                    |
| 145                    | Tereza Neumanová (CZE)              | 72e                    |
| 146                    | Katia Ragusa (ITA)                  | 107e                   |
| 147                    | Quinty Ton (NED)                    | 50e                    |

| Team dsm-firmenich DSM | Team dsm-firmenich DSM  | Team dsm-firmenich DSM |
| ---------------------- | ----------------------- | ---------------------- |
| Num                    | Coureuse                | Pos                    |
| 151                    | Francesca Barale (ITA)  | 30e                    |
| 152                    | Eleonora Ciabocco (ITA) | 79e                    |
| 153                    | Megan Jastrab (USA)     | 88e                    |
| 154                    | Franziska Koch (GER)    | 105e                   |
| 155                    | Juliette Labous (FRA)   | 2e                     |
| 156                    | Esmée Peperkamp (NED)   | 15e                    |
| 157                    | Becky Storrie (GBR)     | 51e                    |

| Team Jayco AlUla BEX | Team Jayco AlUla BEX        | Team Jayco AlUla BEX |
| -------------------- | --------------------------- | -------------------- |
| Num                  | Coureuse                    | Pos                  |
| 161                  | Georgia Baker (AUS)         | 111e                 |
| 162                  | Ingvild Gåskjenn (NOR)      | 55e                  |
| 163                  | Nina Kessler (NED)          | 89e                  |
| 164                  | Letizia Paternoster (ITA)   | 56e                  |
| 165                  | Ruby Roseman-Gannon (AUS)   | 25e                  |
| 166                  | Ane Santesteban (ESP)       | 10e                  |
| 167                  | Urška Žigart (SLO) (chrono) | AB-6                 |

| Team Jumbo-Visma TJV | Team Jumbo-Visma TJV   | Team Jumbo-Visma TJV |
| -------------------- | ---------------------- | -------------------- |
| Num                  | Coureuse               | Pos                  |
| 171                  | Teuntje Beekhuis (NED) | 87e                  |
| 172                  | Maud Oudeman (NED)     | 93e                  |
| 173                  | Linda Riedmann (GER)   | 86e                  |
| 174                  | Noemi Rüegg (SUI)      | 34e                  |
| 175                  | Karlijn Swinkels (NED) | 85e                  |
| 176                  | Fem van Empel (NED)    | 11e                  |
| 177                  | Marianne Vos (NED)     | 48e                  |

| Team Mendelspeck MDS | Team Mendelspeck MDS     | Team Mendelspeck MDS |
| -------------------- | ------------------------ | -------------------- |
| Num                  | Coureuse                 | Pos                  |
| 181                  | Emma Bernardi (ITA)      | AB-8                 |
| 182                  | Alice Capasso (ITA)      | 110e                 |
| 183                  | Monica Castagna (ITA)    | 102e                 |
| 184                  | Angela Oro (ITA)         | 90e                  |
| 185                  | Francesca Pisciali (ITA) | AB-9                 |
| 186                  | Beatrice Pozzobon (ITA)  | 125e                 |
| 187                  | Francesca Tommasi (ITA)  | 37e                  |

| SD Worx SDW | SD Worx SDW                        | SD Worx SDW |
| ----------- | ---------------------------------- | ----------- |
| Num         | Coureuse                           | Pos         |
| 191         | Niamh Fisher-Black (NZL)           | 9e          |
| 192         | Barbara Guarischi (ITA)            | 101e        |
| 193         | Femke Markus (NED)                 | 129e        |
| 194         | Anna Shackley (GBR)                | 13e         |
| 195         | Elena Cecchini (ITA)               | NP-7        |
| 196         | Blanka Vas (HUN) (route et chrono) | 43e         |
| 197         | Lorena Wiebes (NED) (route)        | NP-7        |

| Top Girls Fassa Bortolo TOP | Top Girls Fassa Bortolo TOP | Top Girls Fassa Bortolo TOP |
| --------------------------- | --------------------------- | --------------------------- |
| Num                         | Coureuse                    | Pos                         |
| 201                         | Giorgia Bariani (ITA)       | 113e                        |
| 202                         | Alessia Missiaggia (ITA)    | 109e                        |
| 203                         | Iris Monticolo (ITA)        | 114e                        |
| 204                         | Alice Palazzi (ITA)         | 67e                         |
| 205                         | Chiara Reghini (ITA)        | 112e                        |
| 206                         | Cristina Tonetti (ITA)      | 103e                        |
| 207                         | Alessia Vigilia (ITA)       | 33e                         |

| Lidl-Trek LTK | Lidl-Trek LTK                                | Lidl-Trek LTK |
| ------------- | -------------------------------------------- | ------------- |
| Num           | Coureuse                                     | Pos           |
| 211           | Elynor Bäckstedt (GBR)                       | 116e          |
| 212           | Lizzie Deignan (GBR)                         | 38e           |
| 213           | Lauretta Hanson (AUS)                        | 31e           |
| 214           | Lisa Klein (GER)                             | AB-7          |
| 215           | Elisa Longo Borghini (ITA) (route et chrono) | NP-6          |
| 216           | Gaia Realini (ITA)                           | 3e            |
| 217           | Shirin van Anrooij (NED)                     | 29e           |

| UAE Team ADQ UAD | UAE Team ADQ UAD        | UAE Team ADQ UAD |
| ---------------- | ----------------------- | ---------------- |
| Num              | Coureuse                | Pos              |
| 221              | Marta Bastianelli (ITA) | 59e              |
| 222              | Sofia Bertizzolo (ITA)  | 57e              |
| 223              | Chiara Consonni (ITA)   | 91e              |
| 224              | Karolina Kumięga (POL)  | 62e              |
| 225              | Mikayla Harvey (NZL)    | 68e              |
| 226              | Erica Magnaldi (ITA)    | 5e               |
| 227              | Silvia Persico (ITA)    | 8e               |

| Uno-X Pro Cycling Team UXT | Uno-X Pro Cycling Team UXT               | Uno-X Pro Cycling Team UXT |
| -------------------------- | ---------------------------------------- | -------------------------- |
| Num                        | Coureuse                                 | Pos                        |
| 231                        | Anniina Ahtosalo (FIN) (route et chrono) | 124e                       |
| 232                        | Susanne Andersen (NOR) (route)           | 73e                        |
| 233                        | Elinor Barker (GBR)                      | 58e                        |
| 234                        | Maria Giulia Confalonieri (ITA)          | 81e                        |
| 235                        | Amalie Dideriksen (DEN)                  | 121e                       |
| 236                        | Anouska Koster (NED)                     | 22e                        |
| 237                        | Hannah Ludwig (GER)                      | 49e                        |

## Favorites
Vainqueur sortante et déjà trois fois lauréate, Annemiek van Vleuten est, en l'absence de Demi Vollering qui se focalise sur le Tour de France, la grande favorite. Marta Cavalli, deuxième en 2022, est une rivale, tout comme  Elisa Longo Borghini ou Gaia Realini.

## Étapes
| Étape     | Date     | Villes étapes                       | type                        | Distance (km) | Vainqueur d'étape    | Leader du classement général |
| --------- | -------- | ----------------------------------- | --------------------------- | ------------- | -------------------- | ---------------------------- |
| 1re étape | 30 juin  | Chianciano Terme – Chianciano Terme | contre-la-montre individuel | 4,4           | annulé/abandonné     | annulé/abandonné             |
| 2e étape  | 1 juill. | Bagno a Ripoli – Marradi            | étape vallonnée             | 102,1         | Annemiek van Vleuten | Annemiek van Vleuten         |
| 3e étape  | 2 juill. | Formigine – Modène                  | étape de plaine             | 118,2         | Lorena Wiebes        | Annemiek van Vleuten         |
| 4e étape  | 3 juill. | Fidenza – Borgo Val di Taro         | étape vallonnée             | 134           | Elisa Longo Borghini | Annemiek van Vleuten         |
| 5e étape  | 4 juill. | Salassa – Ceres                     | étape de montagne           | 143,3         | Antonia Niedermaier  | Annemiek van Vleuten         |
| 6e étape  | 5 juill. | Canelli – Canelli                   | étape de montagne           | 104,4         | Annemiek van Vleuten | Annemiek van Vleuten         |
| 7e étape  | 6 juill. | Albenga – Alassio                   | étape vallonnée             | 109,1         | Annemiek van Vleuten | Annemiek van Vleuten         |
| 8e étape  | 8 juill. | Nuoro – Sassari                     | étape vallonnée             | 125,7         | Blanka Vas           | Annemiek van Vleuten         |
| 9e étape  | 9 juill. | Sassari – Olbia                     | étape vallonnée             | 126,8         | Chiara Consonni      | Annemiek van Vleuten         |

## Déroulement de la course

### 1reétape
| Chianciano Terme - Chianciano Terme | contre-la-montre individuel | (4,4 km) |

En raison des conditions météorologiques rendant la route dangereuse, la pluie est très intense et inonde la route, l'étape est annulée après le passage d'une trentaine de coureuses.

### 2eétape
| Bagno a Ripoli - Marradi | étape vallonnée | (102,1 km) |

Susanne Andersen et Irene Méndez sortent du peloton. Elles ont jusqu'à trois minutes quarante-deux d'avance. Beatrice Pozzobon et Giorgia Bariani sont en poursuite. Celles-ci sont reprises à trente-sept kilomètres de l'arrivée. Andersen et Mendez sont rejointes dans les pentes du Passo della Colla. Dans sa partie la plus difficile, Annemiek van Vleuten place une accélération. Seules Marta Cavalli et Gaia Realini tentent de suivre. Elles ne peuvent reprendre la Néerlandaise et sont reprises par les autres favorites à cinq kilomètres de la fin. Cecilie Uttrup Ludwig règle ce groupe.
| \| Classement de l'étape \| Classement de l'étape \| Classement de l'étape \| Classement de l'étape \| Classement de l'étape \| \| Coureuse \| Coureuse \| Pays \| Équipe \| Temps \| \| --------------------- \| --------------------- \| --------------------- \| ---------------------- \| --------------------- \| \| 1re \| Annemiek van Vleuten \| Pays-Bas \| Movistar Team \| 2 h 40 min 06 s \| \| 2e \| Cecilie Uttrup Ludwig \| Danemark \| FDJ-Suez \| + 45 s \| \| 3e \| Juliette Labous \| France \| Team dsm-firmenich \| + 45 s \| \| 4e \| Elisa Longo Borghini \| Italie \| Lidl-Trek \| + 45 s \| \| 5e \| Ane Santesteban \| Espagne \| Team Jayco AlUla \| + 45 s \| \| 6e \| Mavi García \| Espagne \| Liv Racing TeqFind \| + 45 s \| \| 7e \| Marta Cavalli \| Italie \| FDJ-Suez \| + 45 s \| \| 8e \| Erica Magnaldi \| Italie \| UAE Team ADQ \| + 45 s \| \| 9e \| Veronica Ewers \| États-Unis \| EF Education-TIBCO-SVB \| + 45 s \| \| 10e \| Évita Muzic \| France \| FDJ-Suez \| + 45 s \| |                       |            |                        |                 |
| |                       |            |                        |                 |
| Source : ProCyclingStats |                       |            |                        |                 |
| Classement de l'étape |                       |            |                        |                 |
| Coureuse | Coureuse              | Pays       | Équipe                 | Temps           |
| 1re | Annemiek van Vleuten  | Pays-Bas   | Movistar Team          | 2 h 40 min 06 s |
| 2e | Cecilie Uttrup Ludwig | Danemark   | FDJ-Suez               | + 45 s          |
| 3e | Juliette Labous       | France     | Team dsm-firmenich     | + 45 s          |
| 4e | Elisa Longo Borghini  | Italie     | Lidl-Trek              | + 45 s          |
| 5e | Ane Santesteban       | Espagne    | Team Jayco AlUla       | + 45 s          |
| 6e | Mavi García           | Espagne    | Liv Racing TeqFind     | + 45 s          |
| 7e | Marta Cavalli         | Italie     | FDJ-Suez               | + 45 s          |
| 8e | Erica Magnaldi        | Italie     | UAE Team ADQ           | + 45 s          |
| 9e | Veronica Ewers        | États-Unis | EF Education-TIBCO-SVB | + 45 s          |
| 10e | Évita Muzic           | France     | FDJ-Suez               | + 45 s          |

| \| Classement général \| Classement général \| Classement général \| Classement général \| Classement général \| \| Coureuse \| Coureuse \| Pays \| Équipe \| Temps \| \| ------------------ \| --------------------- \| ------------------ \| ---------------------- \| ------------------ \| \| 1re \| Annemiek van Vleuten \| Pays-Bas \| Movistar Team \| 2 h 39 min 56 s \| \| 2e \| Cecilie Uttrup Ludwig \| Danemark \| FDJ-Suez \| + 49 s \| \| 3e \| Juliette Labous \| France \| Team dsm-firmenich \| + 51 s \| \| 4e \| Elisa Longo Borghini \| Italie \| Lidl-Trek \| + 55 s \| \| 5e \| Ane Santesteban \| Espagne \| Team Jayco AlUla \| + 55 s \| \| 6e \| Mavi García \| Espagne \| Liv Racing TeqFind \| + 55 s \| \| 7e \| Marta Cavalli \| Italie \| FDJ-Suez \| + 55 s \| \| 8e \| Erica Magnaldi \| Italie \| UAE Team ADQ \| + 55 s \| \| 9e \| Veronica Ewers \| États-Unis \| EF Education-TIBCO-SVB \| + 55 s \| \| 10e \| Évita Muzic \| France \| FDJ-Suez \| + 55 s \| |                       |            |                        |                 |
| |                       |            |                        |                 |
| Source : ProCyclingStats |                       |            |                        |                 |
| Classement général |                       |            |                        |                 |
| Coureuse | Coureuse              | Pays       | Équipe                 | Temps           |
| 1re | Annemiek van Vleuten  | Pays-Bas   | Movistar Team          | 2 h 39 min 56 s |
| 2e | Cecilie Uttrup Ludwig | Danemark   | FDJ-Suez               | + 49 s          |
| 3e | Juliette Labous       | France     | Team dsm-firmenich     | + 51 s          |
| 4e | Elisa Longo Borghini  | Italie     | Lidl-Trek              | + 55 s          |
| 5e | Ane Santesteban       | Espagne    | Team Jayco AlUla       | + 55 s          |
| 6e | Mavi García           | Espagne    | Liv Racing TeqFind     | + 55 s          |
| 7e | Marta Cavalli         | Italie     | FDJ-Suez               | + 55 s          |
| 8e | Erica Magnaldi        | Italie     | UAE Team ADQ           | + 55 s          |
| 9e | Veronica Ewers        | États-Unis | EF Education-TIBCO-SVB | + 55 s          |
| 10e | Évita Muzic           | France     | FDJ-Suez               | + 55 s          |

### 3eétape
| Formigine - Modène | étape de plaine | (118,2 km) |

La première échappée est constituée de : Matilde Vitillo, Iris Monticolo, Sofía Rodríguez et Noemi Eremita. Le peloton maintient néanmoins l'écart sous la minute. Rodríguez est distancée dans une côte, juste avant que le regroupement ne se produise. À cinquante-quatre kilomètres de la ligne, Giorgia Vettorello passe à l'offensive. Elle est rejointe par Asia Zontone puis Alice Palazzi. Leur avance atteint la minute trente-et-une. Elles sont reprises à onze kilomètres de l'arrivée. Dans le final, Barbara Guarischi lance Lorena Wiebes qui s'impose nettement devant Marianne Vos.
| \| Classement de l'étape \| Classement de l'étape \| Classement de l'étape \| Classement de l'étape \| Classement de l'étape \| \| Coureuse \| Coureuse \| Pays \| Équipe \| Temps \| \| --------------------- \| --------------------- \| --------------------- \| ---------------------- \| --------------------- \| \| 1re \| Lorena Wiebes \| Pays-Bas \| SD Worx \| 2 h 55 min 33 s \| \| 2e \| Marianne Vos \| Pays-Bas \| Team Jumbo-Visma \| + 0 s \| \| 3e \| Chloé Dygert \| États-Unis \| Canyon-SRAM Racing \| + 0 s \| \| 4e \| Megan Jastrab \| États-Unis \| Team dsm-firmenich \| + 0 s \| \| 5e \| Rachele Barbieri \| Italie \| Liv Racing TeqFind \| + 0 s \| \| 6e \| Georgia Baker \| Australie \| Team Jayco AlUla \| + 0 s \| \| 7e \| Daria Pikulik \| Pologne \| Human Powered Health \| + 0 s \| \| 8e \| Chiara Consonni \| Italie \| UAE Team ADQ \| + 0 s \| \| 9e \| Amalie Dideriksen \| Danemark \| Uno-X Pro Cycling Team \| + 0 s \| \| 10e \| Silvia Zanardi \| Italie \| Bepink \| + 0 s \| |                   |            |                        |                 |
| |                   |            |                        |                 |
| Source : ProCyclingStats |                   |            |                        |                 |
| Classement de l'étape |                   |            |                        |                 |
| Coureuse | Coureuse          | Pays       | Équipe                 | Temps           |
| 1re | Lorena Wiebes     | Pays-Bas   | SD Worx                | 2 h 55 min 33 s |
| 2e | Marianne Vos      | Pays-Bas   | Team Jumbo-Visma       | + 0 s           |
| 3e | Chloé Dygert      | États-Unis | Canyon-SRAM Racing     | + 0 s           |
| 4e | Megan Jastrab     | États-Unis | Team dsm-firmenich     | + 0 s           |
| 5e | Rachele Barbieri  | Italie     | Liv Racing TeqFind     | + 0 s           |
| 6e | Georgia Baker     | Australie  | Team Jayco AlUla       | + 0 s           |
| 7e | Daria Pikulik     | Pologne    | Human Powered Health   | + 0 s           |
| 8e | Chiara Consonni   | Italie     | UAE Team ADQ           | + 0 s           |
| 9e | Amalie Dideriksen | Danemark   | Uno-X Pro Cycling Team | + 0 s           |
| 10e | Silvia Zanardi    | Italie     | Bepink                 | + 0 s           |

| \| Classement général \| Classement général \| Classement général \| Classement général \| Classement général \| \| Coureuse \| Coureuse \| Pays \| Équipe \| Temps \| \| ------------------ \| --------------------- \| ------------------ \| ---------------------- \| ------------------ \| \| 1re \| Annemiek van Vleuten \| Pays-Bas \| Movistar Team \| 5 h 32 min 29 s \| \| 2e \| Cecilie Uttrup Ludwig \| Danemark \| FDJ-Suez \| + 49 s \| \| 3e \| Juliette Labous \| France \| Team dsm-firmenich \| + 51 s \| \| 4e \| Mavi García \| Espagne \| Liv Racing TeqFind \| + 55 s \| \| 5e \| Elisa Longo Borghini \| Italie \| Lidl-Trek \| + 55 s \| \| 6e \| Veronica Ewers \| États-Unis \| EF Education-TIBCO-SVB \| + 55 s \| \| 7e \| Ane Santesteban \| Espagne \| Team Jayco AlUla \| + 55 s \| \| 8e \| Marta Cavalli \| Italie \| FDJ-Suez \| + 55 s \| \| 9e \| Erica Magnaldi \| Italie \| UAE Team ADQ \| + 55 s \| \| 10e \| Gaia Realini \| Italie \| Lidl-Trek \| + 59 s \| |                       |            |                        |                 |
| |                       |            |                        |                 |
| Source : ProCyclingStats |                       |            |                        |                 |
| Classement général |                       |            |                        |                 |
| Coureuse | Coureuse              | Pays       | Équipe                 | Temps           |
| 1re | Annemiek van Vleuten  | Pays-Bas   | Movistar Team          | 5 h 32 min 29 s |
| 2e | Cecilie Uttrup Ludwig | Danemark   | FDJ-Suez               | + 49 s          |
| 3e | Juliette Labous       | France     | Team dsm-firmenich     | + 51 s          |
| 4e | Mavi García           | Espagne    | Liv Racing TeqFind     | + 55 s          |
| 5e | Elisa Longo Borghini  | Italie     | Lidl-Trek              | + 55 s          |
| 6e | Veronica Ewers        | États-Unis | EF Education-TIBCO-SVB | + 55 s          |
| 7e | Ane Santesteban       | Espagne    | Team Jayco AlUla       | + 55 s          |
| 8e | Marta Cavalli         | Italie     | FDJ-Suez               | + 55 s          |
| 9e | Erica Magnaldi        | Italie     | UAE Team ADQ           | + 55 s          |
| 10e | Gaia Realini          | Italie     | Lidl-Trek              | + 59 s          |

### 4eétape
| Fidenza - Borgo Val di Taro | étape vallonnée | (134 km) |

La première échappée sort au bout de trente kilomètres. Il s'agit de : Amalie Dideriksen, Silvia Zanardi et Ilse Pluimers. Elles obtiennent deux minutes d'avance. Derrière, Nina Buijsman, Carmela Cipriani et Sara Casasola sont un temps en poursuite. Après la première difficulté, à quarante-quatre kilomètres de l'arrivée, Pluimers se retrouve seule à l'avant. Annemiek van Vleuten chute, mais peut repartir. Dans le Passo Montevacà, Veronica Ewers passe à l'attaque et reprend Pluimers. Elle passe au sommet avec cinquante secondes d'avance. Silvia Persico tente de sortir dans la descente, mais sans succès. Sara Casasola attaque également, mais est reprise dans montée suivante où Movistar mène le train. Annemiek van Vleuten attaque. Seule Elisa Longo Borghini peut la suivre. Elles reprennent Ewers. Elisa Longo Borghini tente de partir dans la descente, mais Van Vleuten est vigilante. Cette dernière se concentre sur le classement général et mène donc le groupe. Elisa Longo Borghini lance le sprint et s'impose. Van Vleuten effectue une belle opération au classement général.
| \| Classement de l'étape \| Classement de l'étape \| Classement de l'étape \| Classement de l'étape \| Classement de l'étape \| \| Coureuse \| Coureuse \| Pays \| Équipe \| Temps \| \| --------------------- \| --------------------- \| --------------------- \| ---------------------- \| --------------------- \| \| 1re \| Elisa Longo Borghini \| Italie \| Lidl-Trek \| 3 h 33 min 08 s \| \| 2e \| Veronica Ewers \| États-Unis \| EF Education-TIBCO-SVB \| + 0 s \| \| 3e \| Annemiek van Vleuten \| Pays-Bas \| Movistar Team \| + 0 s \| \| 4e \| Lorena Wiebes \| Pays-Bas \| SD Worx \| + 40 s \| \| 5e \| Marianne Vos \| Pays-Bas \| Team Jumbo-Visma \| + 40 s \| \| 6e \| Chloé Dygert \| États-Unis \| Canyon-SRAM Racing \| + 40 s \| \| 7e \| Silvia Persico \| Italie \| UAE Team ADQ \| + 40 s \| \| 8e \| Ruby Roseman-Gannon \| Australie \| Team Jayco AlUla \| + 40 s \| \| 9e \| Fem van Empel \| Pays-Bas \| Team Jumbo-Visma \| + 40 s \| \| 10e \| Anouska Koster \| Pays-Bas \| Uno-X Pro Cycling Team \| + 40 s \| |                      |            |                        |                 |
| |                      |            |                        |                 |
| Source : ProCyclingStats |                      |            |                        |                 |
| Classement de l'étape |                      |            |                        |                 |
| Coureuse | Coureuse             | Pays       | Équipe                 | Temps           |
| 1re | Elisa Longo Borghini | Italie     | Lidl-Trek              | 3 h 33 min 08 s |
| 2e | Veronica Ewers       | États-Unis | EF Education-TIBCO-SVB | + 0 s           |
| 3e | Annemiek van Vleuten | Pays-Bas   | Movistar Team          | + 0 s           |
| 4e | Lorena Wiebes        | Pays-Bas   | SD Worx                | + 40 s          |
| 5e | Marianne Vos         | Pays-Bas   | Team Jumbo-Visma       | + 40 s          |
| 6e | Chloé Dygert         | États-Unis | Canyon-SRAM Racing     | + 40 s          |
| 7e | Silvia Persico       | Italie     | UAE Team ADQ           | + 40 s          |
| 8e | Ruby Roseman-Gannon  | Australie  | Team Jayco AlUla       | + 40 s          |
| 9e | Fem van Empel        | Pays-Bas   | Team Jumbo-Visma       | + 40 s          |
| 10e | Anouska Koster       | Pays-Bas   | Uno-X Pro Cycling Team | + 40 s          |

| \| Classement général \| Classement général \| Classement général \| Classement général \| Classement général \| \| Coureuse \| Coureuse \| Pays \| Équipe \| Temps \| \| ------------------ \| --------------------- \| ------------------ \| ---------------------- \| ------------------ \| \| 1re \| Annemiek van Vleuten \| Pays-Bas \| Movistar Team \| 9 h 05 min 33 s \| \| 2e \| Elisa Longo Borghini \| Italie \| Lidl-Trek \| + 49 s \| \| 3e \| Veronica Ewers \| États-Unis \| EF Education-TIBCO-SVB \| + 53 s \| \| 4e \| Cecilie Uttrup Ludwig \| Danemark \| FDJ-Suez \| + 1 min 33 s \| \| 5e \| Juliette Labous \| France \| Team dsm-firmenich \| + 1 min 35 s \| \| 6e \| Mavi García \| Espagne \| Liv Racing TeqFind \| + 1 min 39 s \| \| 7e \| Ane Santesteban \| Espagne \| Team Jayco AlUla \| + 1 min 39 s \| \| 8e \| Marta Cavalli \| Italie \| FDJ-Suez \| + 1 min 39 s \| \| 9e \| Erica Magnaldi \| Italie \| UAE Team ADQ \| + 1 min 39 s \| \| 10e \| Gaia Realini \| Italie \| Lidl-Trek \| + 1 min 43 s \| |                       |            |                        |                 |
| |                       |            |                        |                 |
| Source : ProCyclingStats |                       |            |                        |                 |
| Classement général |                       |            |                        |                 |
| Coureuse | Coureuse              | Pays       | Équipe                 | Temps           |
| 1re | Annemiek van Vleuten  | Pays-Bas   | Movistar Team          | 9 h 05 min 33 s |
| 2e | Elisa Longo Borghini  | Italie     | Lidl-Trek              | + 49 s          |
| 3e | Veronica Ewers        | États-Unis | EF Education-TIBCO-SVB | + 53 s          |
| 4e | Cecilie Uttrup Ludwig | Danemark   | FDJ-Suez               | + 1 min 33 s    |
| 5e | Juliette Labous       | France     | Team dsm-firmenich     | + 1 min 35 s    |
| 6e | Mavi García           | Espagne    | Liv Racing TeqFind     | + 1 min 39 s    |
| 7e | Ane Santesteban       | Espagne    | Team Jayco AlUla       | + 1 min 39 s    |
| 8e | Marta Cavalli         | Italie     | FDJ-Suez               | + 1 min 39 s    |
| 9e | Erica Magnaldi        | Italie     | UAE Team ADQ           | + 1 min 39 s    |
| 10e | Gaia Realini          | Italie     | Lidl-Trek              | + 1 min 43 s    |

### 5eétape
| Salassa - Ceres | étape de montagne | (143,3 km) |

Dans la montée du Passo del Lupo, située quinze kilomètres après le départ, Annemiek van Vleuten mène le rythme. Le groupe de tête se réduit rapidement à huit coureuses : Antonia Niedermaier, Marta Cavalli, Cecilie Uttrup Ludwig, Mavi García, Ane Santesteban, Elisa Longo Borghini, Gaia Realini et Van Vleuten. Au sommet, cette dernière est accompagnée de Gaia Realini. Niamh Fisher-Black et Longo Borghini reviennent dans la descente. À trente-cinq kilomètres de l'arrivée, Cavalli, Niedermaier, Erica Magnaldi,  Silvia Persico et Juliette Labous reviennent sur la tête où l'entente est mauvaise. Dans l'ascension vers Vietti, Van Vleuten place une accélération, mais le groupe se reforme immédiatement. Persico contre. Elle est accompagnée de Juliette Labous. Par la suite, Niedermaier sort avec Fisher Black dans le dernier kilomètre de la montée. Elles reviennent sur Persico et Labous. Niedermaier place alors une nouvelle offensive et passe au sommet seule. Derrière, un groupe autour de Veronica Ewers revient sur le groupe Van Vleuten. Dans l'ultime difficulté vers Sant’Ignazio, Erica Magnaldi et Paula Patiño place une escarmouche, sans succès. Fisher-Black augmente le rythme. Seules Van Vleuten, Longo Borghini, Realini et Garcia parviennent à rester au contact. À douze kilomètres de l'arrivée, Van Vleuten attaque avec Longo Borghini. Niedermaier passe néanmoins au sommet en tête onze secondes devant le duo. Dans la descente, Van Vleuten sort de la route, mais sans conséquence. Elisa Longo Borghini, dans le même virage, a moins de chance et tombe dans la forêt. Elle parvient à remonter sur le vélo, mais perd de nombreuses minutes. Niedermaier maintient un faible avantage et s'impose. Derrière, Van Vleuten renforce sa première place au classement général. Après des examens médicaux, Elisa Longo Borghini abandonne la course.
| \| Classement de l'étape \| Classement de l'étape \| Classement de l'étape \| Classement de l'étape \| Classement de l'étape \| \| Coureuse \| Coureuse \| Pays \| Équipe \| Temps \| \| --------------------- \| --------------------- \| --------------------- \| ---------------------- \| --------------------- \| \| 1re \| Antonia Niedermaier \| Allemagne \| Canyon-SRAM Racing \| 3 h 14 min 02 s \| \| 2e \| Annemiek van Vleuten \| Pays-Bas \| Movistar Team \| + 9 s \| \| 3e \| Niamh Fisher-Black \| Nouvelle-Zélande \| SD Worx \| + 1 min 26 s \| \| 4e \| Juliette Labous \| France \| Team dsm-firmenich \| + 1 min 26 s \| \| 5e \| Veronica Ewers \| États-Unis \| EF Education-TIBCO-SVB \| + 1 min 26 s \| \| 6e \| Gaia Realini \| Italie \| Lidl-Trek \| + 1 min 32 s \| \| 7e \| Mavi García \| Espagne \| Liv Racing TeqFind \| + 2 min 01 s \| \| 8e \| Erica Magnaldi \| Italie \| UAE Team ADQ \| + 2 min 01 s \| \| 9e \| Fem van Empel \| Pays-Bas \| Team Jumbo-Visma \| + 2 min 54 s \| \| 10e \| Silvia Persico \| Italie \| UAE Team ADQ \| + 2 min 54 s \| |                      |                  |                        |                 |
| |                      |                  |                        |                 |
| Source : ProCyclingStats |                      |                  |                        |                 |
| Classement de l'étape |                      |                  |                        |                 |
| Coureuse | Coureuse             | Pays             | Équipe                 | Temps           |
| 1re | Antonia Niedermaier  | Allemagne        | Canyon-SRAM Racing     | 3 h 14 min 02 s |
| 2e | Annemiek van Vleuten | Pays-Bas         | Movistar Team          | + 9 s           |
| 3e | Niamh Fisher-Black   | Nouvelle-Zélande | SD Worx                | + 1 min 26 s    |
| 4e | Juliette Labous      | France           | Team dsm-firmenich     | + 1 min 26 s    |
| 5e | Veronica Ewers       | États-Unis       | EF Education-TIBCO-SVB | + 1 min 26 s    |
| 6e | Gaia Realini         | Italie           | Lidl-Trek              | + 1 min 32 s    |
| 7e | Mavi García          | Espagne          | Liv Racing TeqFind     | + 2 min 01 s    |
| 8e | Erica Magnaldi       | Italie           | UAE Team ADQ           | + 2 min 01 s    |
| 9e | Fem van Empel        | Pays-Bas         | Team Jumbo-Visma       | + 2 min 54 s    |
| 10e | Silvia Persico       | Italie           | UAE Team ADQ           | + 2 min 54 s    |

| \| Classement général \| Classement général \| Classement général \| Classement général \| Classement général \| \| Coureuse \| Coureuse \| Pays \| Équipe \| Temps \| \| ------------------ \| --------------------- \| ------------------ \| ---------------------- \| ------------------ \| \| 1re \| Annemiek van Vleuten \| Pays-Bas \| Movistar Team \| 12 h 19 min 36 s \| \| 2e \| Antonia Niedermaier \| Allemagne \| Canyon-SRAM Racing \| + 2 min 07 s \| \| 3e \| Veronica Ewers \| États-Unis \| EF Education-TIBCO-SVB \| + 2 min 18 s \| \| 4e \| Juliette Labous \| France \| Team dsm-firmenich \| + 3 min 00 s \| \| 5e \| Gaia Realini \| Italie \| Lidl-Trek \| + 3 min 14 s \| \| 6e \| Mavi García \| Espagne \| Liv Racing TeqFind \| + 3 min 39 s \| \| 7e \| Erica Magnaldi \| Italie \| UAE Team ADQ \| + 3 min 39 s \| \| 8e \| Cecilie Uttrup Ludwig \| Danemark \| FDJ-Suez \| + 4 min 29 s \| \| 9e \| Ane Santesteban \| Espagne \| Team Jayco AlUla \| + 4 min 57 s \| \| 10e \| Niamh Fisher-Black \| Nouvelle-Zélande \| SD Worx \| + 5 min 03 s \| |                       |                  |                        |                  |
| |                       |                  |                        |                  |
| Source : ProCyclingStats |                       |                  |                        |                  |
| Classement général |                       |                  |                        |                  |
| Coureuse | Coureuse              | Pays             | Équipe                 | Temps            |
| 1re | Annemiek van Vleuten  | Pays-Bas         | Movistar Team          | 12 h 19 min 36 s |
| 2e | Antonia Niedermaier   | Allemagne        | Canyon-SRAM Racing     | + 2 min 07 s     |
| 3e | Veronica Ewers        | États-Unis       | EF Education-TIBCO-SVB | + 2 min 18 s     |
| 4e | Juliette Labous       | France           | Team dsm-firmenich     | + 3 min 00 s     |
| 5e | Gaia Realini          | Italie           | Lidl-Trek              | + 3 min 14 s     |
| 6e | Mavi García           | Espagne          | Liv Racing TeqFind     | + 3 min 39 s     |
| 7e | Erica Magnaldi        | Italie           | UAE Team ADQ           | + 3 min 39 s     |
| 8e | Cecilie Uttrup Ludwig | Danemark         | FDJ-Suez               | + 4 min 29 s     |
| 9e | Ane Santesteban       | Espagne          | Team Jayco AlUla       | + 4 min 57 s     |
| 10e | Niamh Fisher-Black    | Nouvelle-Zélande | SD Worx                | + 5 min 03 s     |

### 6eétape
| Canelli - Canelli | étape de montagne | (104,4 km) |

Au kilomètre cinquante-trois, Petra Stiasny et Elinor Barker sortent du peloton. Sept kilomètres plus loin, Karlijn Swinkels et Gaia Masetti partent en poursuite. La côte vers Castino met fin à leur ambition. Dans la descente, Urška Žigart perd le contrôle de son vélo et entraîne avec elle dans sa chute le maillot blanc et vainqueur de la veille Antonia Niedermaier. Elles sont contraintes à l'abandon. À vingt-six kilomètres de l'arrivée, un regroupement général a lieu. La formation DSM-Firmenich se met à rouler pour permettre à Juliette Labous de gagner du temps sur Veronica Ewers. Dans l'avant dernière ascension, Labous imprime un rythme élevé qui provoque la formation d'un groupe de favorites avec Van Vleuten, Lippert, Realini et Niamh Fisher-Black. Van Vleuten passe alors à l'attaque. Elle n'est plus reprise. Derrière, la mauvaise entente provoque un regroupement. Lorena Wiebes règle le peloton.
| \| Classement de l'étape \| Classement de l'étape \| Classement de l'étape \| Classement de l'étape \| Classement de l'étape \| \| Coureuse \| Coureuse \| Pays \| Équipe \| Temps \| \| --------------------- \| --------------------- \| --------------------- \| ------------------------------ \| --------------------- \| \| 1re \| Annemiek van Vleuten \| Pays-Bas \| Movistar Team \| 2 h 39 min 04 s \| \| 2e \| Lorena Wiebes \| Pays-Bas \| SD Worx \| + 20 s \| \| 3e \| Liane Lippert \| Allemagne \| Movistar Team \| + 20 s \| \| 4e \| Soraya Paladin \| Italie \| Canyon-SRAM Racing \| + 25 s \| \| 5e \| Silvia Persico \| Italie \| UAE Team ADQ \| + 28 s \| \| 6e \| Niamh Fisher-Black \| Nouvelle-Zélande \| SD Worx \| + 28 s \| \| 7e \| Mavi García \| Espagne \| Liv Racing TeqFind \| + 28 s \| \| 8e \| Ane Santesteban \| Espagne \| Team Jayco AlUla \| + 28 s \| \| 9e \| Fem van Empel \| Pays-Bas \| Team Jumbo-Visma \| + 31 s \| \| 10e \| Ally Wollaston \| Nouvelle-Zélande \| AG Insurance-Soudal Quick-Step \| + 31 s \| |                      |                  |                                |                 |
| |                      |                  |                                |                 |
| Source : ProCyclingStats |                      |                  |                                |                 |
| Classement de l'étape |                      |                  |                                |                 |
| Coureuse | Coureuse             | Pays             | Équipe                         | Temps           |
| 1re | Annemiek van Vleuten | Pays-Bas         | Movistar Team                  | 2 h 39 min 04 s |
| 2e | Lorena Wiebes        | Pays-Bas         | SD Worx                        | + 20 s          |
| 3e | Liane Lippert        | Allemagne        | Movistar Team                  | + 20 s          |
| 4e | Soraya Paladin       | Italie           | Canyon-SRAM Racing             | + 25 s          |
| 5e | Silvia Persico       | Italie           | UAE Team ADQ                   | + 28 s          |
| 6e | Niamh Fisher-Black   | Nouvelle-Zélande | SD Worx                        | + 28 s          |
| 7e | Mavi García          | Espagne          | Liv Racing TeqFind             | + 28 s          |
| 8e | Ane Santesteban      | Espagne          | Team Jayco AlUla               | + 28 s          |
| 9e | Fem van Empel        | Pays-Bas         | Team Jumbo-Visma               | + 31 s          |
| 10e | Ally Wollaston       | Nouvelle-Zélande | AG Insurance-Soudal Quick-Step | + 31 s          |

| \| Classement général \| Classement général \| Classement général \| Classement général \| Classement général \| \| Coureuse \| Coureuse \| Pays \| Équipe \| Temps \| \| ------------------ \| --------------------- \| ------------------ \| ---------------------- \| ------------------ \| \| 1re \| Annemiek van Vleuten \| Pays-Bas \| Movistar Team \| 14 h 58 min 29 s \| \| 2e \| Veronica Ewers \| États-Unis \| EF Education-TIBCO-SVB \| + 3 min 03 s \| \| 3e \| Juliette Labous \| France \| Team dsm-firmenich \| + 3 min 39 s \| \| 4e \| Gaia Realini \| Italie \| Lidl-Trek \| + 3 min 59 s \| \| 5e \| Mavi García \| Espagne \| Liv Racing TeqFind \| + 4 min 18 s \| \| 6e \| Erica Magnaldi \| Italie \| UAE Team ADQ \| + 4 min 21 s \| \| 7e \| Cecilie Uttrup Ludwig \| Danemark \| FDJ-Suez \| + 5 min 11 s \| \| 8e \| Ane Santesteban \| Espagne \| Team Jayco AlUla \| + 5 min 36 s \| \| 9e \| Niamh Fisher-Black \| Nouvelle-Zélande \| SD Worx \| + 5 min 42 s \| \| 10e \| Silvia Persico \| Italie \| UAE Team ADQ \| + 5 min 50 s \| |                       |                  |                        |                  |
| |                       |                  |                        |                  |
| Source : ProCyclingStats |                       |                  |                        |                  |
| Classement général |                       |                  |                        |                  |
| Coureuse | Coureuse              | Pays             | Équipe                 | Temps            |
| 1re | Annemiek van Vleuten  | Pays-Bas         | Movistar Team          | 14 h 58 min 29 s |
| 2e | Veronica Ewers        | États-Unis       | EF Education-TIBCO-SVB | + 3 min 03 s     |
| 3e | Juliette Labous       | France           | Team dsm-firmenich     | + 3 min 39 s     |
| 4e | Gaia Realini          | Italie           | Lidl-Trek              | + 3 min 59 s     |
| 5e | Mavi García           | Espagne          | Liv Racing TeqFind     | + 4 min 18 s     |
| 6e | Erica Magnaldi        | Italie           | UAE Team ADQ           | + 4 min 21 s     |
| 7e | Cecilie Uttrup Ludwig | Danemark         | FDJ-Suez               | + 5 min 11 s     |
| 8e | Ane Santesteban       | Espagne          | Team Jayco AlUla       | + 5 min 36 s     |
| 9e | Niamh Fisher-Black    | Nouvelle-Zélande | SD Worx                | + 5 min 42 s     |
| 10e | Silvia Persico        | Italie           | UAE Team ADQ           | + 5 min 50 s     |

### 7eétape
| Albenga - Alassio | étape vallonnée | (109,1 km) |

Elena Pirrone attaque dans la descente après le premier prix de la montagne. Elle a jusqu'à cinquante-deux secondes d'avance, mais est reprise dans la côte d'Il Vigneto. Dans celles-ci, diverses coureuses tentent de sortir sans succès. Sur le plat, Anouska Koster sort seule et obtient une minute d'avance. Fem van Empel et Silvia Persico partent en poursuite, mais sont reprises. Victorie Guilman et Soraya Paladin tentent de sortir, mais Liane Lippert et Niamh Fisher-Black les empêchent. Au pied, de la côte Cima Paravenna, un regroupement général a lieu. Dans celle-ci, Mavi Garcia attaque à quatre kilomètres du sommet. Juliette Labous et Gaia Realini mènent un groupe de favorites qui cherche à rester au contact de Garcia. Dans Paravenna, Labous et Lippert passent à l'offensive, mais sont rapidement reprises. Fisher-Black contre, puis Van Vleuten. Il reste alors un kilomètre et demi d'ascension. Realini et Labous reviennent sur Van Vleuten. Veronica Ewers est elle distancée. Le trio revient sur, puis dépasse Garcia. Dans l'ascension finale, Van Vleuten attaque et s'impose de nouveau.
| \| Classement de l'étape \| Classement de l'étape \| Classement de l'étape \| Classement de l'étape \| Classement de l'étape \| \| Coureuse \| Coureuse \| Pays \| Équipe \| Temps \| \| --------------------- \| --------------------- \| --------------------- \| --------------------- \| --------------------- \| \| 1re \| Annemiek van Vleuten \| Pays-Bas \| Movistar Team \| 3 h 07 min 52 s \| \| 2e \| Juliette Labous \| France \| Team dsm-firmenich \| + 13 s \| \| 3e \| Gaia Realini \| Italie \| Lidl-Trek \| + 20 s \| \| 4e \| Liane Lippert \| Allemagne \| Movistar Team \| + 49 s \| \| 5e \| Cecilie Uttrup Ludwig \| Danemark \| FDJ-Suez \| + 55 s \| \| 6e \| Silvia Persico \| Italie \| UAE Team ADQ \| + 1 min 01 s \| \| 7e \| Évita Muzic \| France \| FDJ-Suez \| + 1 min 06 s \| \| 8e \| Niamh Fisher-Black \| Nouvelle-Zélande \| SD Worx \| + 1 min 06 s \| \| 9e \| Erica Magnaldi \| Italie \| UAE Team ADQ \| + 1 min 06 s \| \| 10e \| Mavi García \| Espagne \| Liv Racing TeqFind \| + 1 min 57 s \| |                       |                  |                    |                 |
| |                       |                  |                    |                 |
| Source : ProCyclingStats |                       |                  |                    |                 |
| Classement de l'étape |                       |                  |                    |                 |
| Coureuse | Coureuse              | Pays             | Équipe             | Temps           |
| 1re | Annemiek van Vleuten  | Pays-Bas         | Movistar Team      | 3 h 07 min 52 s |
| 2e | Juliette Labous       | France           | Team dsm-firmenich | + 13 s          |
| 3e | Gaia Realini          | Italie           | Lidl-Trek          | + 20 s          |
| 4e | Liane Lippert         | Allemagne        | Movistar Team      | + 49 s          |
| 5e | Cecilie Uttrup Ludwig | Danemark         | FDJ-Suez           | + 55 s          |
| 6e | Silvia Persico        | Italie           | UAE Team ADQ       | + 1 min 01 s    |
| 7e | Évita Muzic           | France           | FDJ-Suez           | + 1 min 06 s    |
| 8e | Niamh Fisher-Black    | Nouvelle-Zélande | SD Worx            | + 1 min 06 s    |
| 9e | Erica Magnaldi        | Italie           | UAE Team ADQ       | + 1 min 06 s    |
| 10e | Mavi García           | Espagne          | Liv Racing TeqFind | + 1 min 57 s    |

| \| Classement général \| Classement général \| Classement général \| Classement général \| Classement général \| \| Coureuse \| Coureuse \| Pays \| Équipe \| Temps \| \| ------------------ \| --------------------- \| ------------------ \| ---------------------- \| ------------------ \| \| 1re \| Annemiek van Vleuten \| Pays-Bas \| Movistar Team \| 18 h 06 min 11 s \| \| 2e \| Juliette Labous \| France \| Team dsm-firmenich \| + 3 min 56 s \| \| 3e \| Gaia Realini \| Italie \| Lidl-Trek \| + 4 min 25 s \| \| 4e \| Veronica Ewers \| États-Unis \| EF Education-TIBCO-SVB \| + 5 min 35 s \| \| 5e \| Erica Magnaldi \| Italie \| UAE Team ADQ \| + 5 min 37 s \| \| 6e \| Cecilie Uttrup Ludwig \| Danemark \| FDJ-Suez \| + 6 min 16 s \| \| 7e \| Mavi García \| Espagne \| Liv Racing TeqFind \| + 6 min 25 s \| \| 8e \| Niamh Fisher-Black \| Nouvelle-Zélande \| SD Worx \| + 6 min 58 s \| \| 9e \| Silvia Persico \| Italie \| UAE Team ADQ \| + 7 min 01 s \| \| 10e \| Ane Santesteban \| Espagne \| Team Jayco AlUla \| + 9 min 12 s \| |                       |                  |                        |                  |
| |                       |                  |                        |                  |
| Source : ProCyclingStats |                       |                  |                        |                  |
| Classement général |                       |                  |                        |                  |
| Coureuse | Coureuse              | Pays             | Équipe                 | Temps            |
| 1re | Annemiek van Vleuten  | Pays-Bas         | Movistar Team          | 18 h 06 min 11 s |
| 2e | Juliette Labous       | France           | Team dsm-firmenich     | + 3 min 56 s     |
| 3e | Gaia Realini          | Italie           | Lidl-Trek              | + 4 min 25 s     |
| 4e | Veronica Ewers        | États-Unis       | EF Education-TIBCO-SVB | + 5 min 35 s     |
| 5e | Erica Magnaldi        | Italie           | UAE Team ADQ           | + 5 min 37 s     |
| 6e | Cecilie Uttrup Ludwig | Danemark         | FDJ-Suez               | + 6 min 16 s     |
| 7e | Mavi García           | Espagne          | Liv Racing TeqFind     | + 6 min 25 s     |
| 8e | Niamh Fisher-Black    | Nouvelle-Zélande | SD Worx                | + 6 min 58 s     |
| 9e | Silvia Persico        | Italie           | UAE Team ADQ           | + 7 min 01 s     |
| 10e | Ane Santesteban       | Espagne          | Team Jayco AlUla       | + 9 min 12 s     |

### 8eétape
| Nuoro - Sassari | étape vallonnée | (125,7 km) |

La météo est caniculaire. La formation UAE Team ADQ contrôle la course et empêche toute échappée en début d'étape. Floortje Mackaij et Silvia Magri parviennent à sortir. Dans une ascension, Magri est distancée. Mackaij a une minute vingt d'avance à vingt-neuf kilomètres de l'arrivée. Un peu plus loin, Veronica Ewers, Francesca Barale et Niamh Fisher-Black attaquent et reviennent sur Mackaij. Gaia Realini provoque elle-même le regroupement. Les attaques se succèdent ensuite, mais le peloton reste groupé. Canyon-SRAM mène le train pour le sprint. Chloe Dygert produit son effort aux 250 m, mais Blanka Vas la remonte et s'impose sur ce faux-plat montant.
| \| Classement de l'étape \| Classement de l'étape \| Classement de l'étape \| Classement de l'étape \| Classement de l'étape \| \| Coureuse \| Coureuse \| Pays \| Équipe \| Temps \| \| --------------------- \| --------------------- \| --------------------- \| ------------------------------ \| --------------------- \| \| 1re \| Blanka Vas \| Hongrie \| SD Worx \| 3 h 00 min 41 s \| \| 2e \| Chloé Dygert \| États-Unis \| Canyon-SRAM Racing \| + 0 s \| \| 3e \| Liane Lippert \| Allemagne \| Movistar Team \| + 0 s \| \| 4e \| Silvia Persico \| Italie \| UAE Team ADQ \| + 0 s \| \| 5e \| Ally Wollaston \| Nouvelle-Zélande \| AG Insurance-Soudal Quick-Step \| + 0 s \| \| 6e \| Cecilie Uttrup Ludwig \| Danemark \| FDJ-Suez \| + 0 s \| \| 7e \| Mavi García \| Espagne \| Liv Racing TeqFind \| + 0 s \| \| 8e \| Greta Marturano \| Italie \| Fenix-Deceuninck \| + 0 s \| \| 9e \| Ane Santesteban \| Espagne \| Team Jayco AlUla \| + 0 s \| \| 10e \| Marianne Vos \| Pays-Bas \| Team Jumbo-Visma \| + 0 s \| |                       |                  |                                |                 |
| |                       |                  |                                |                 |
| Source : ProCyclingStats |                       |                  |                                |                 |
| Classement de l'étape |                       |                  |                                |                 |
| Coureuse | Coureuse              | Pays             | Équipe                         | Temps           |
| 1re | Blanka Vas            | Hongrie          | SD Worx                        | 3 h 00 min 41 s |
| 2e | Chloé Dygert          | États-Unis       | Canyon-SRAM Racing             | + 0 s           |
| 3e | Liane Lippert         | Allemagne        | Movistar Team                  | + 0 s           |
| 4e | Silvia Persico        | Italie           | UAE Team ADQ                   | + 0 s           |
| 5e | Ally Wollaston        | Nouvelle-Zélande | AG Insurance-Soudal Quick-Step | + 0 s           |
| 6e | Cecilie Uttrup Ludwig | Danemark         | FDJ-Suez                       | + 0 s           |
| 7e | Mavi García           | Espagne          | Liv Racing TeqFind             | + 0 s           |
| 8e | Greta Marturano       | Italie           | Fenix-Deceuninck               | + 0 s           |
| 9e | Ane Santesteban       | Espagne          | Team Jayco AlUla               | + 0 s           |
| 10e | Marianne Vos          | Pays-Bas         | Team Jumbo-Visma               | + 0 s           |

| \| Classement général \| Classement général \| Classement général \| Classement général \| Classement général \| \| Coureuse \| Coureuse \| Pays \| Équipe \| Temps \| \| ------------------ \| --------------------- \| ------------------ \| ---------------------- \| ------------------ \| \| 1re \| Annemiek van Vleuten \| Pays-Bas \| Movistar Team \| 21 h 06 min 52 s \| \| 2e \| Juliette Labous \| France \| Team dsm-firmenich \| + 3 min 56 s \| \| 3e \| Gaia Realini \| Italie \| Lidl-Trek \| + 4 min 23 s \| \| 4e \| Erica Magnaldi \| Italie \| UAE Team ADQ \| + 5 min 34 s \| \| 5e \| Veronica Ewers \| États-Unis \| EF Education-TIBCO-SVB \| + 5 min 35 s \| \| 6e \| Cecilie Uttrup Ludwig \| Danemark \| FDJ-Suez \| + 6 min 16 s \| \| 7e \| Mavi García \| Espagne \| Liv Racing TeqFind \| + 6 min 25 s \| \| 8e \| Silvia Persico \| Italie \| UAE Team ADQ \| + 7 min 01 s \| \| 9e \| Niamh Fisher-Black \| Nouvelle-Zélande \| SD Worx \| + 7 min 28 s \| \| 10e \| Ane Santesteban \| Espagne \| Team Jayco AlUla \| + 9 min 12 s \| |                       |                  |                        |                  |
| |                       |                  |                        |                  |
| Source : ProCyclingStats |                       |                  |                        |                  |
| Classement général |                       |                  |                        |                  |
| Coureuse | Coureuse              | Pays             | Équipe                 | Temps            |
| 1re | Annemiek van Vleuten  | Pays-Bas         | Movistar Team          | 21 h 06 min 52 s |
| 2e | Juliette Labous       | France           | Team dsm-firmenich     | + 3 min 56 s     |
| 3e | Gaia Realini          | Italie           | Lidl-Trek              | + 4 min 23 s     |
| 4e | Erica Magnaldi        | Italie           | UAE Team ADQ           | + 5 min 34 s     |
| 5e | Veronica Ewers        | États-Unis       | EF Education-TIBCO-SVB | + 5 min 35 s     |
| 6e | Cecilie Uttrup Ludwig | Danemark         | FDJ-Suez               | + 6 min 16 s     |
| 7e | Mavi García           | Espagne          | Liv Racing TeqFind     | + 6 min 25 s     |
| 8e | Silvia Persico        | Italie           | UAE Team ADQ           | + 7 min 01 s     |
| 9e | Niamh Fisher-Black    | Nouvelle-Zélande | SD Worx                | + 7 min 28 s     |
| 10e | Ane Santesteban       | Espagne          | Team Jayco AlUla       | + 9 min 12 s     |

### 9eétape
| Sassari - Olbia | étape vallonnée | (126,8 km) |

Iris Monticolo est la première échappée, mais elle est dépassée par Anna Kiesenhofer. Derrière Prisca Savi rejoint Monticolo dans sa chasse, mais elles sont toutes deux reprises par le peloton. La montée vers Tempio Pausania conduit au regroupement. À quarante-quatre kilomètres de l'arrivée, Cecilie Uttrup Ludwig attaque. Elle emmène avec elle treize autres coureuses. Rapidement repris, Marie Le Net et Elena Pirrone tentent de repartir depuis ce groupe, mais sans succès. Liane Lippert passe à l'offensive, mais est reprise à trente-cinq kilomètres de la ligne. À vingt-sept kilomètres de la fin, Alessia Vigilia sort. Elle n'est reprise qu'aux cinq kilomètres. Rachele Barbieri lance le sprint, mais Chiara Consonni remporte l'étape.
| \| Classement de l'étape \| Classement de l'étape \| Classement de l'étape \| Classement de l'étape \| Classement de l'étape \| \| Coureuse \| Coureuse \| Pays \| Équipe \| Temps \| \| --------------------- \| --------------------- \| --------------------- \| ------------------------------ \| --------------------- \| \| 1re \| Chiara Consonni \| Italie \| UAE Team ADQ \| 3 h 19 min 33 s \| \| 2e \| Marianne Vos \| Pays-Bas \| Team Jumbo-Visma \| + 0 s \| \| 3e \| Ally Wollaston \| Nouvelle-Zélande \| AG Insurance-Soudal Quick-Step \| + 0 s \| \| 4e \| Chloé Dygert \| États-Unis \| Canyon-SRAM Racing \| + 0 s \| \| 5e \| Megan Jastrab \| États-Unis \| Team dsm-firmenich \| + 0 s \| \| 6e \| Rachele Barbieri \| Italie \| Liv Racing TeqFind \| + 0 s \| \| 7e \| Susanne Andersen \| Norvège \| Uno-X Pro Cycling Team \| + 0 s \| \| 8e \| Letizia Paternoster \| Italie \| Team Jayco AlUla \| + 0 s \| \| 9e \| Gladys Verhulst \| France \| FDJ-Suez \| + 0 s \| |                     |                  |                                |                 |
| |                     |                  |                                |                 |
| Source : ProCyclingStats |                     |                  |                                |                 |
| Classement de l'étape |                     |                  |                                |                 |
| Coureuse | Coureuse            | Pays             | Équipe                         | Temps           |
| 1re | Chiara Consonni     | Italie           | UAE Team ADQ                   | 3 h 19 min 33 s |
| 2e | Marianne Vos        | Pays-Bas         | Team Jumbo-Visma               | + 0 s           |
| 3e | Ally Wollaston      | Nouvelle-Zélande | AG Insurance-Soudal Quick-Step | + 0 s           |
| 4e | Chloé Dygert        | États-Unis       | Canyon-SRAM Racing             | + 0 s           |
| 5e | Megan Jastrab       | États-Unis       | Team dsm-firmenich             | + 0 s           |
| 6e | Rachele Barbieri    | Italie           | Liv Racing TeqFind             | + 0 s           |
| 7e | Susanne Andersen    | Norvège          | Uno-X Pro Cycling Team         | + 0 s           |
| 8e | Letizia Paternoster | Italie           | Team Jayco AlUla               | + 0 s           |
| 9e | Gladys Verhulst     | France           | FDJ-Suez                       | + 0 s           |

## Classements finals

### Classement général final
| \| Classement général \| Classement général \| Classement général \| Classement général \| Classement général \| \| Coureuse \| Coureuse \| Pays \| Équipe \| Temps \| \| ------------------ \| --------------------- \| ------------------ \| ---------------------- \| ------------------ \| \| 1re \| Annemiek van Vleuten \| Pays-Bas \| Movistar Team \| 24 h 26 min 25 s \| \| 2e \| Juliette Labous \| France \| Team dsm-firmenich \| + 3 min 56 s \| \| 3e \| Gaia Realini \| Italie \| Lidl-Trek \| + 4 min 23 s \| \| 4e \| Veronica Ewers \| États-Unis \| EF Education-TIBCO-SVB \| + 5 min 34 s \| \| 5e \| Erica Magnaldi \| Italie \| UAE Team ADQ \| + 5 min 34 s \| \| 6e \| Cecilie Uttrup Ludwig \| Danemark \| FDJ-Suez \| + 6 min 16 s \| \| 7e \| Mavi García \| Espagne \| Liv Racing TeqFind \| + 6 min 25 s \| \| 8e \| Silvia Persico \| Italie \| UAE Team ADQ \| + 6 min 59 s \| \| 9e \| Niamh Fisher-Black \| Nouvelle-Zélande \| SD Worx \| + 7 min 28 s \| \| 10e \| Ane Santesteban \| Espagne \| Team Jayco AlUla \| + 9 min 12 s \| |                       |                  |                        |                  |
| |                       |                  |                        |                  |
| Source : ProCyclingStats |                       |                  |                        |                  |
| Classement général |                       |                  |                        |                  |
| Coureuse | Coureuse              | Pays             | Équipe                 | Temps            |
| 1re | Annemiek van Vleuten  | Pays-Bas         | Movistar Team          | 24 h 26 min 25 s |
| 2e | Juliette Labous       | France           | Team dsm-firmenich     | + 3 min 56 s     |
| 3e | Gaia Realini          | Italie           | Lidl-Trek              | + 4 min 23 s     |
| 4e | Veronica Ewers        | États-Unis       | EF Education-TIBCO-SVB | + 5 min 34 s     |
| 5e | Erica Magnaldi        | Italie           | UAE Team ADQ           | + 5 min 34 s     |
| 6e | Cecilie Uttrup Ludwig | Danemark         | FDJ-Suez               | + 6 min 16 s     |
| 7e | Mavi García           | Espagne          | Liv Racing TeqFind     | + 6 min 25 s     |
| 8e | Silvia Persico        | Italie           | UAE Team ADQ           | + 6 min 59 s     |
| 9e | Niamh Fisher-Black    | Nouvelle-Zélande | SD Worx                | + 7 min 28 s     |
| 10e | Ane Santesteban       | Espagne          | Team Jayco AlUla       | + 9 min 12 s     |

### Points attribués
| Position           | 1er | 2e  | 3e  | 4e  | 5e  | 6e  | 7e  | 8e  | 9e | 10e | 11e | 12e | 13e | 14e | 15e | 16e à 20e | 21e à 30e | 31e à 40e |
| Classement général | 400 | 320 | 260 | 220 | 180 | 140 | 120 | 100 | 80 | 68  | 56  | 48  | 40  | 32  | 28  | 24        | 16        | 8         |
| Par étape          | 50  | 40  | 30  | 24  | 20  | 18  | 15  | 10  | 8  | 6   |     |     |     |     |     |           |           |           |
| Leader, par étape  | 8   |     |     |     |     |     |     |     |    |     |     |     |     |     |     |           |           |           |
| Meilleure jeune    | 6   | 4   | 2   |     |     |     |     |     |    |     |     |     |     |     |     |           |           |           |

### Classements annexes
| Classement par points | Classement par points | Classement par points | Classement par points  | Classement par points |
| Coureuse              | Coureuse              | Pays                  | Équipe                 | Points                |
| --------------------- | --------------------- | --------------------- | ---------------------- | --------------------- |
| 1re                   | Annemiek van Vleuten  | Pays-Bas              | Movistar Team          | 67 pts                |
| 2e                    | Chloé Dygert          | États-Unis            | Canyon-SRAM Racing     | 35 pts                |
| 3e                    | Marianne Vos          | Pays-Bas              | Team Jumbo-Visma       | 31 pts                |
| 4e                    | Juliette Labous       | France                | Team dsm-firmenich     | 30 pts                |
| 5e                    | Liane Lippert         | Allemagne             | Movistar Team          | 28 pts                |
| 6e                    | Silvia Persico        | Italie                | UAE Team ADQ           | 24 pts                |
| 7e                    | Cecilie Uttrup Ludwig | Danemark              | FDJ-Suez               | 23 pts                |
| 8e                    | Veronica Ewers        | États-Unis            | EF Education-TIBCO-SVB | 20 pts                |
| 9e                    | Chiara Consonni       | Italie                | UAE Team ADQ           | 18 pts                |
| 10e                   | Mavi García           | Espagne               | Liv Racing TeqFind     | 18 pts                |

| Classement par points | Classement par points | Classement par points | Classement par points  | Classement par points |
| Coureuse              | Coureuse              | Pays                  | Équipe                 | Points                |
| --------------------- | --------------------- | --------------------- | ---------------------- | --------------------- |
| 1re                   | Annemiek van Vleuten  | Pays-Bas              | Movistar Team          | 67 pts                |
| 2e                    | Chloé Dygert          | États-Unis            | Canyon-SRAM Racing     | 35 pts                |
| 3e                    | Marianne Vos          | Pays-Bas              | Team Jumbo-Visma       | 31 pts                |
| 4e                    | Juliette Labous       | France                | Team dsm-firmenich     | 30 pts                |
| 5e                    | Liane Lippert         | Allemagne             | Movistar Team          | 28 pts                |
| 6e                    | Silvia Persico        | Italie                | UAE Team ADQ           | 24 pts                |
| 7e                    | Cecilie Uttrup Ludwig | Danemark              | FDJ-Suez               | 23 pts                |
| 8e                    | Veronica Ewers        | États-Unis            | EF Education-TIBCO-SVB | 20 pts                |
| 9e                    | Chiara Consonni       | Italie                | UAE Team ADQ           | 18 pts                |
| 10e                   | Mavi García           | Espagne               | Liv Racing TeqFind     | 18 pts                |

| Classement de la montagne | Classement de la montagne | Classement de la montagne | Classement de la montagne | Classement de la montagne |
| Coureuse                  | Coureuse                  | Pays                      | Équipe                    | Points                    |
| ------------------------- | ------------------------- | ------------------------- | ------------------------- | ------------------------- |
| 1re                       | Annemiek van Vleuten      | Pays-Bas                  | Movistar Team             | 71 pts                    |
| 2e                        | Gaia Realini              | Italie                    | Lidl-Trek                 | 35 pts                    |
| 3e                        | Niamh Fisher-Black        | Nouvelle-Zélande          | SD Worx                   | 34 pts                    |
| 4e                        | Fem van Empel             | Pays-Bas                  | Team Jumbo-Visma          | 24 pts                    |
| 5e                        | Marta Cavalli             | Italie                    | FDJ-Suez                  | 23 pts                    |
| 6e                        | Veronica Ewers            | États-Unis                | EF Education-TIBCO-SVB    | 18 pts                    |
| 7e                        | Anouska Koster            | Pays-Bas                  | Uno-X Pro Cycling Team    | 15 pts                    |
| 8e                        | Liane Lippert             | Allemagne                 | Movistar Team             | 15 pts                    |
| 9e                        | Juliette Labous           | France                    | Team dsm-firmenich        | 13 pts                    |
| 10e                       | Ane Santesteban           | Espagne                   | Team Jayco AlUla          | 11 pts                    |

| Classement de la montagne | Classement de la montagne | Classement de la montagne | Classement de la montagne | Classement de la montagne |
| Coureuse                  | Coureuse                  | Pays                      | Équipe                    | Points                    |
| ------------------------- | ------------------------- | ------------------------- | ------------------------- | ------------------------- |
| 1re                       | Annemiek van Vleuten      | Pays-Bas                  | Movistar Team             | 71 pts                    |
| 2e                        | Gaia Realini              | Italie                    | Lidl-Trek                 | 35 pts                    |
| 3e                        | Niamh Fisher-Black        | Nouvelle-Zélande          | SD Worx                   | 34 pts                    |
| 4e                        | Fem van Empel             | Pays-Bas                  | Team Jumbo-Visma          | 24 pts                    |
| 5e                        | Marta Cavalli             | Italie                    | FDJ-Suez                  | 23 pts                    |
| 6e                        | Veronica Ewers            | États-Unis                | EF Education-TIBCO-SVB    | 18 pts                    |
| 7e                        | Anouska Koster            | Pays-Bas                  | Uno-X Pro Cycling Team    | 15 pts                    |
| 8e                        | Liane Lippert             | Allemagne                 | Movistar Team             | 15 pts                    |
| 9e                        | Juliette Labous           | France                    | Team dsm-firmenich        | 13 pts                    |
| 10e                       | Ane Santesteban           | Espagne                   | Team Jayco AlUla          | 11 pts                    |

| Classement du meilleur jeune | Classement du meilleur jeune | Classement du meilleur jeune | Classement du meilleur jeune   | Classement du meilleur jeune |
| Coureuse                     | Coureuse                     | Pays                         | Équipe                         | Temps                        |
| ---------------------------- | ---------------------------- | ---------------------------- | ------------------------------ | ---------------------------- |
| 1re                          | Gaia Realini                 | Italie                       | Lidl-Trek                      | 24 h 30 min 48 s             |
| 2e                           | Fem van Empel                | Pays-Bas                     | Team Jumbo-Visma               | + 6 min 21 s                 |
| 3e                           | Anna Shackley                | Royaume-Uni                  | SD Worx                        | + 8 min 15 s                 |
| 4e                           | Petra Stiasny                | Suisse                       | Fenix-Deceuninck               | + 25 min 48 s                |
| 5e                           | Shirin van Anrooij           | Pays-Bas                     | Lidl-Trek                      | + 29 min 13 s                |
| 6e                           | Francesca Barale             | Italie                       | Team dsm-firmenich             | + 31 min 37 s                |
| 7e                           | Noemi Rüegg                  | Suisse                       | Team Jumbo-Visma               | + 37 min 27 s                |
| 8e                           | Blanka Vas                   | Hongrie                      | SD Worx                        | + 45 min 32 s                |
| 9e                           | Gaia Masetti                 | Italie                       | AG Insurance-Soudal Quick-Step | + 49 min 45 s                |
| 10e                          | Ally Wollaston               | Nouvelle-Zélande             | AG Insurance-Soudal Quick-Step | + 50 min 30 s                |

| Classement du meilleur jeune | Classement du meilleur jeune | Classement du meilleur jeune | Classement du meilleur jeune   | Classement du meilleur jeune |
| Coureuse                     | Coureuse                     | Pays                         | Équipe                         | Temps                        |
| ---------------------------- | ---------------------------- | ---------------------------- | ------------------------------ | ---------------------------- |
| 1re                          | Gaia Realini                 | Italie                       | Lidl-Trek                      | 24 h 30 min 48 s             |
| 2e                           | Fem van Empel                | Pays-Bas                     | Team Jumbo-Visma               | + 6 min 21 s                 |
| 3e                           | Anna Shackley                | Royaume-Uni                  | SD Worx                        | + 8 min 15 s                 |
| 4e                           | Petra Stiasny                | Suisse                       | Fenix-Deceuninck               | + 25 min 48 s                |
| 5e                           | Shirin van Anrooij           | Pays-Bas                     | Lidl-Trek                      | + 29 min 13 s                |
| 6e                           | Francesca Barale             | Italie                       | Team dsm-firmenich             | + 31 min 37 s                |
| 7e                           | Noemi Rüegg                  | Suisse                       | Team Jumbo-Visma               | + 37 min 27 s                |
| 8e                           | Blanka Vas                   | Hongrie                      | SD Worx                        | + 45 min 32 s                |
| 9e                           | Gaia Masetti                 | Italie                       | AG Insurance-Soudal Quick-Step | + 49 min 45 s                |
| 10e                          | Ally Wollaston               | Nouvelle-Zélande             | AG Insurance-Soudal Quick-Step | + 50 min 30 s                |

## Évolution des classements
| Étape              | Vainqueur            | Classement général   | Classement par points | Classement de la montagne | Classement de la meilleure jeune | Classement de la meilleure italienne | Classement par équipes |
| ------------------ | -------------------- | -------------------- | --------------------- | ------------------------- | -------------------------------- | ------------------------------------ | ---------------------- |
| 1                  | étape annulée        | étape annulée        | étape annulée         | étape annulée             | étape annulée                    | étape annulée                        | étape annulée          |
| 2                  | Annemiek van Vleuten | Annemiek van Vleuten | Annemiek van Vleuten  | Annemiek van Vleuten      | Gaia Realini                     | Elisa Longo Borghini                 | FDJ-Suez               |
| 3                  | Lorena Wiebes        | Annemiek van Vleuten | Annemiek van Vleuten  | Marta Cavalli             | Gaia Realini                     | Elisa Longo Borghini                 | FDJ-Suez               |
| 4                  | Elisa Longo Borghini | Annemiek van Vleuten | Annemiek van Vleuten  | Marta Cavalli             | Gaia Realini                     | Elisa Longo Borghini                 | FDJ-Suez               |
| 5                  | Antonia Niedermaier  | Annemiek van Vleuten | Annemiek van Vleuten  | Annemiek van Vleuten      | Antonia Niedermaier              | Gaia Realini                         | Lidl-Trek              |
| 6                  | Annemiek van Vleuten | Annemiek van Vleuten | Annemiek van Vleuten  | Annemiek van Vleuten      | Gaia Realini                     | Gaia Realini                         | Lidl-Trek              |
| 7                  | Annemiek van Vleuten | Annemiek van Vleuten | Annemiek van Vleuten  | Annemiek van Vleuten      | Gaia Realini                     | Gaia Realini                         | Movistar               |
| 8                  | Blanka Vas           | Annemiek van Vleuten | Annemiek van Vleuten  | Annemiek van Vleuten      | Gaia Realini                     | Gaia Realini                         | Movistar               |
| 9                  | Chiara Consonni      | Annemiek van Vleuten | Annemiek van Vleuten  | Annemiek van Vleuten      | Gaia Realini                     | Gaia Realini                         | Movistar               |
| Classements finals | Classements finals   | Annemiek van Vleuten | Annemiek van Vleuten  | Annemiek van Vleuten      | Gaia Realini                     | Gaia Realini                         | Movistar               |

## Organisation et règlement de la course
L'organisation est chaotique, l'épreuve étant confirmée sur le tard et la couverture télévision étant finalement à la charge de la fédération italienne de cyclisme.